# Rinascimento lombardo

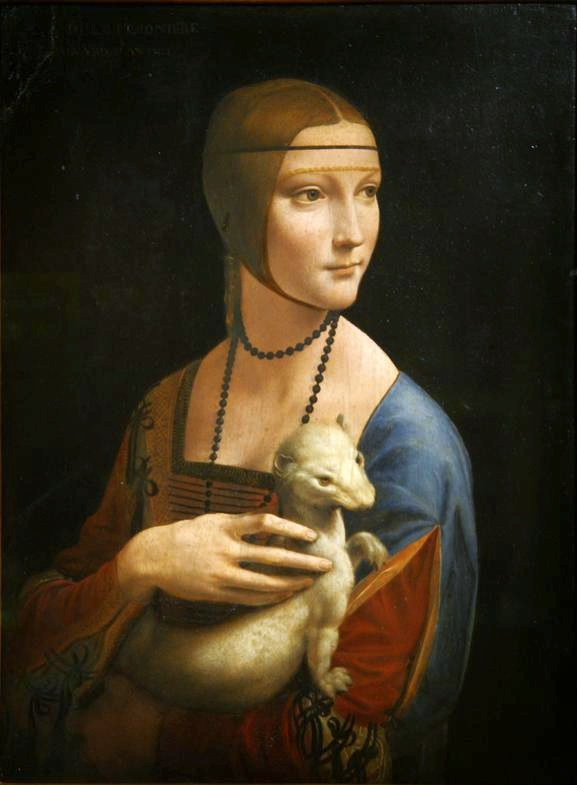
Leonardo da Vinci, Dama con l'ermellino (1488-1490)

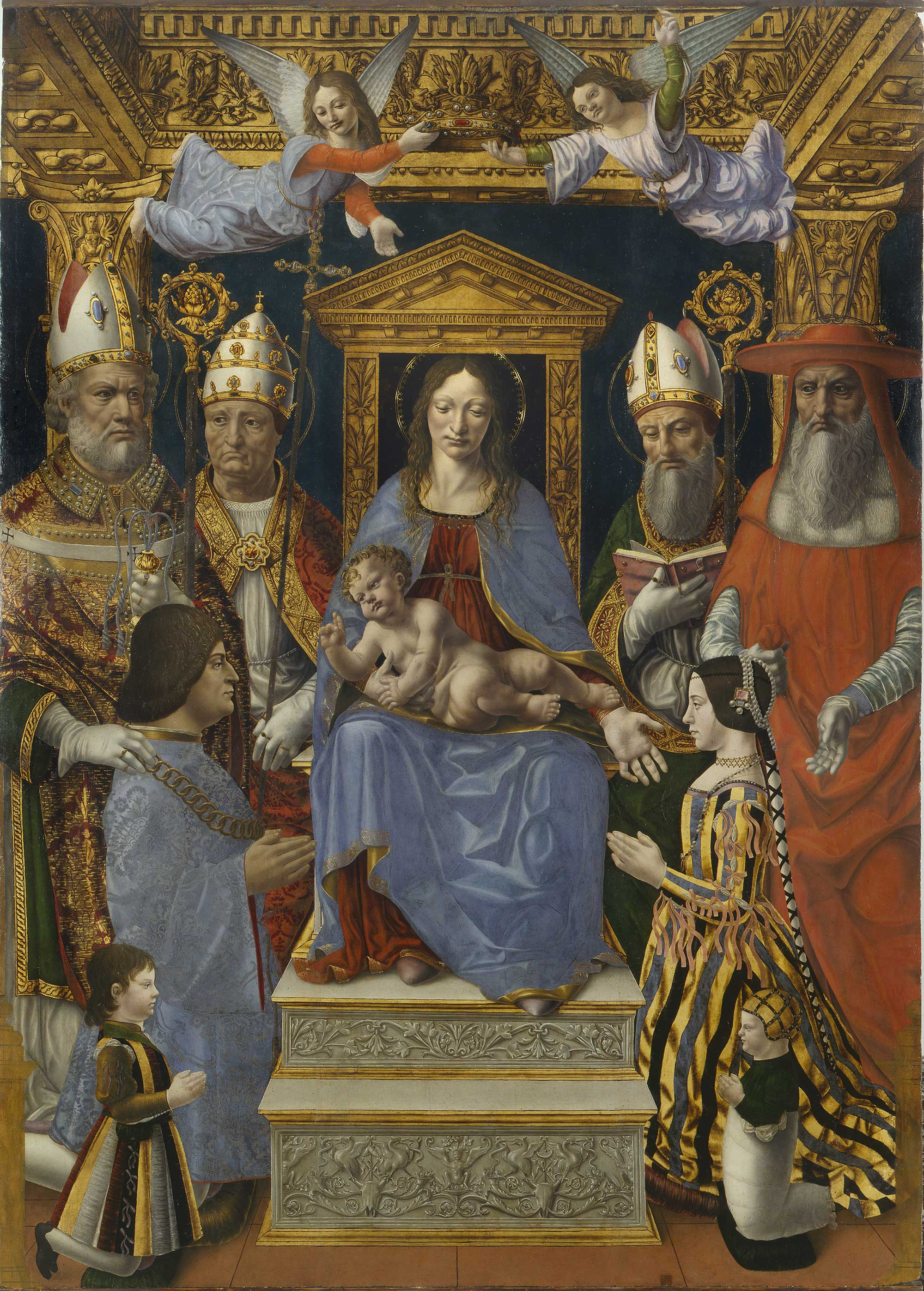
Pala Sforzesca (1494 circa)

Il Rinascimento lombardo riguarda Milano e i territori a essa sottomessi. Con il passaggio di potere tra i Visconti e gli Sforza a metà del XV secolo si compì anche la transizione tra la stagione del gotico internazionale lombardo e l'apertura verso il nuovo mondo umanistico. Nella seconda metà del XV secolo la vicenda artistica lombarda si sviluppò infatti senza strappi, con influenze via via legate ai modi fiorentini, ferraresi e padovani, nonché riferimenti alla ricchissima cultura precedente. Con l'arrivo di Bramante (1479) e di Leonardo da Vinci (1482) Milano raggiunse vertici artistici assoluti nel panorama italiano ed europeo, dimostrando comunque le possibilità di coabitazione tra le avanguardie artistiche e il substrato gotico.

## I Visconti

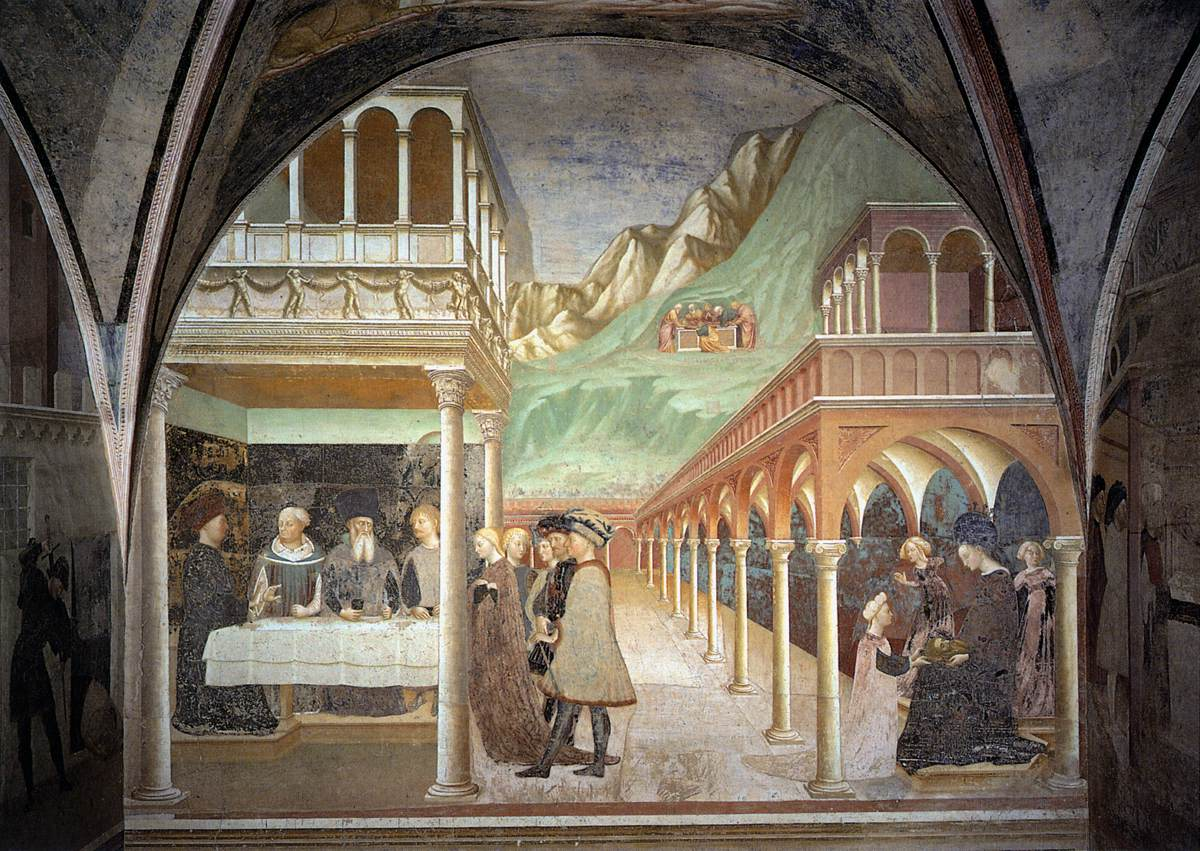
Masolino, Banchetto di Erode, Castiglione Olona

Nella prima metà del XV secolo Milano e la Lombardia furono la regione italiana dove ebbe maggior seguito lo stile gotico internazionale, tanto che in Europa l'espressione ouvrage de Lombardie era sinonimo di oggetto di fattura preziosa, riferendosi soprattutto a quelle miniature e oreficerie che erano espressione di uno squisito gusto cortese, elitario e raffinato.
Dopo il matrimonio di Galeazzo II Visconti con Bianca di Savoia, sorella di Amedeo VI di Savoia, si diffuse in Lombardia la cultura cavalleresca francese e inglese. Il matrimonio dei loro figli con membri delle famiglie reali inglese e francese lasciò un segno nell'ideologia e nella cultura della corte. Il grande castello Visconteo, fatto costruire da Galeazzo II a Pavia, era arredato secondo lo stile di un castello francese, pur essendo un imponente edificio fortificato. Gian Galeazzo Visconti, che gli succedette, costruì la grande certosa di Pavia che doveva contenere il suo mausoleo. Lo spirito di corte qui vince anche nelle celle dei monaci trasformate in piccole case di "cortigiani" con loggiati.

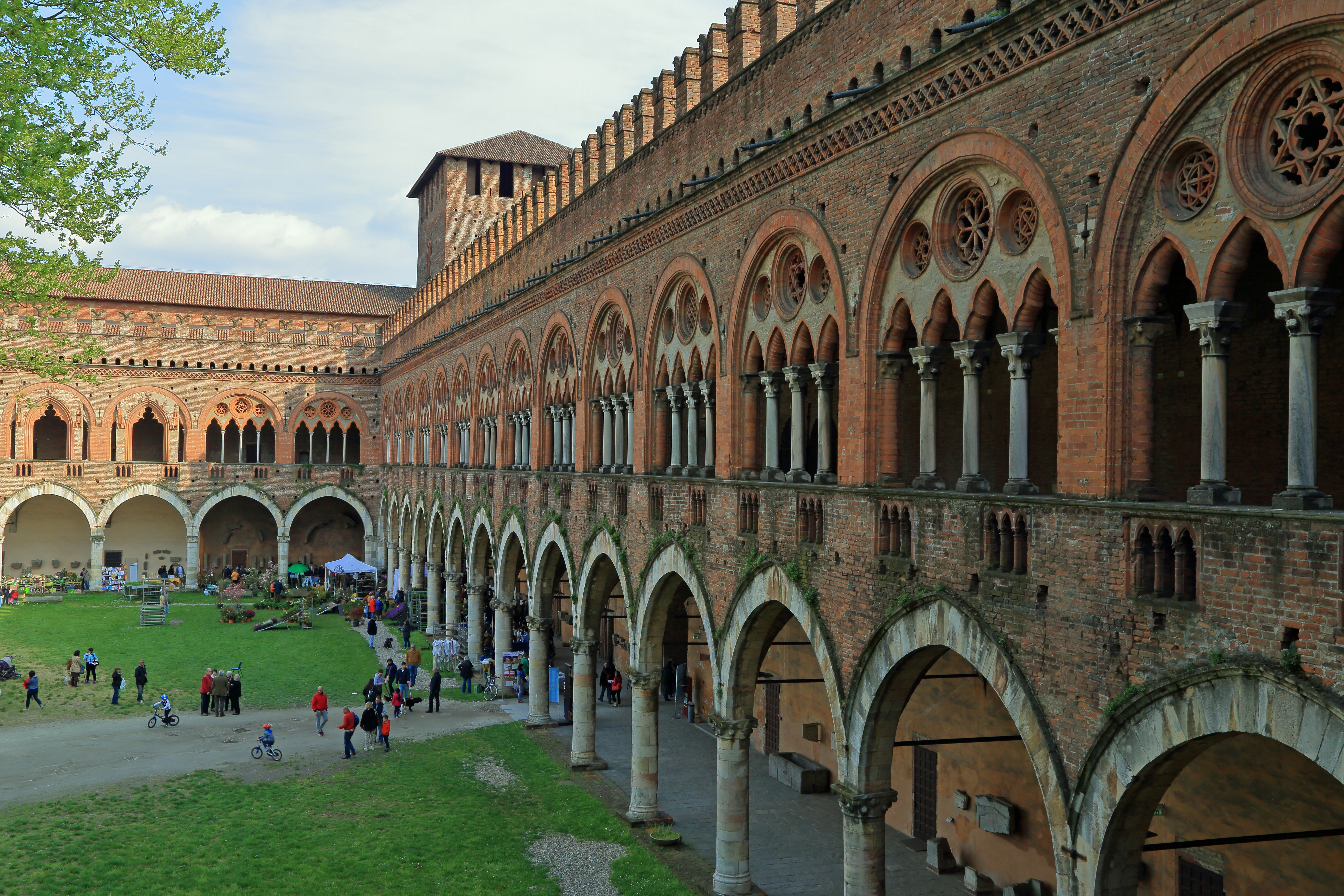
Cortile del castello Visconteo di Pavia (1360-1365)

I contatti con le avanguardie artistiche toscane e delle Fiandre furono comunque abbastanza frequenti, grazie alla rete di rapporti commerciali e dinastici particolarmente articolata. Nel cantiere del Duomo di Milano, iniziato nel 1386, lavorarono maestranze francesi, borgognone, tedesche e italiane, che svilupparono uno stile internazionale, soprattutto nella scuola di scultura, che fu indispensabile per la realizzazione dell'imponente corredo decorativo del duomo. Già verso il 1435 Masolino lavorava a Castiglione Olona, vicino a Varese, mostrando le innovazioni dell'uso della prospettiva, attenuate però da un'attenzione alla cultura figurativa locale che rendeva il nuovo messaggio più comprensibile e assimilabile.

## Francesco Sforza (1450-1466)

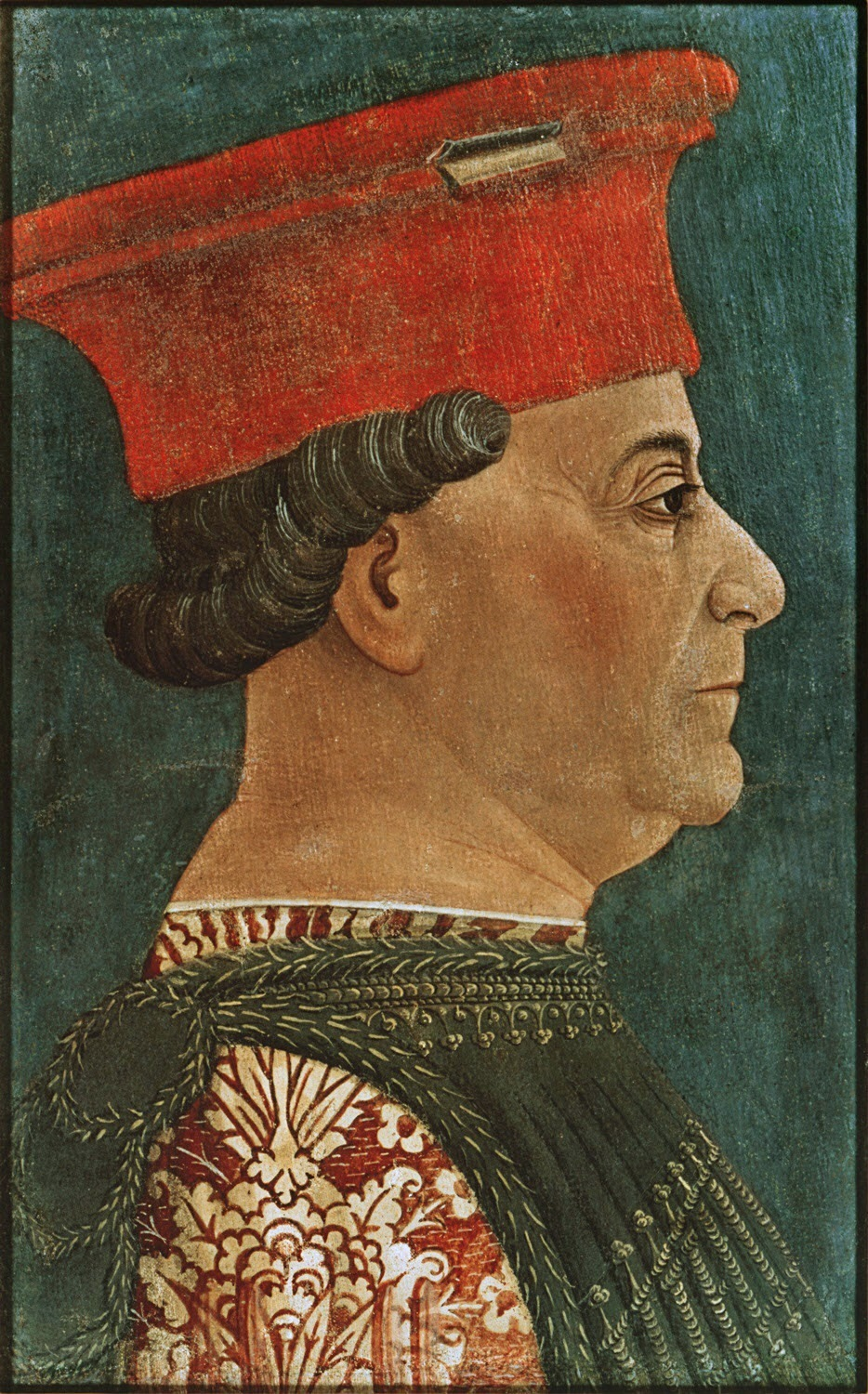
Bonifacio Bembo, Ritratto di Francesco Sforza (Pinacoteca di Brera, Milano)

Dopo l'utopistico tentativo di ridare vita alle istituzioni comunali alla morte di Filippo Maria Visconti con la Repubblica Ambrosiana (1447-1450), il passaggio di potere agli Sforza, con Francesco marito di Bianca Maria Visconti, ebbe quasi il sapore di una successione legittima, senza cesure nette rispetto al passato.
Anche in campo artistico il gusto di Francesco, e in larga parte dei suoi discendenti, si allineò a quello sontuoso, ornato e fastosamente celebrativo dei Visconti: molti artisti "viscontei" furono oggetto di commissioni, come Bonifacio Bembo. Nonostante ciò, l'alleanza con Firenze e i ripetuti contatti con Padova e Ferrara favorì una penetrazione del linguaggio rinascimentale, soprattutto attraverso lo scambio di miniatori.

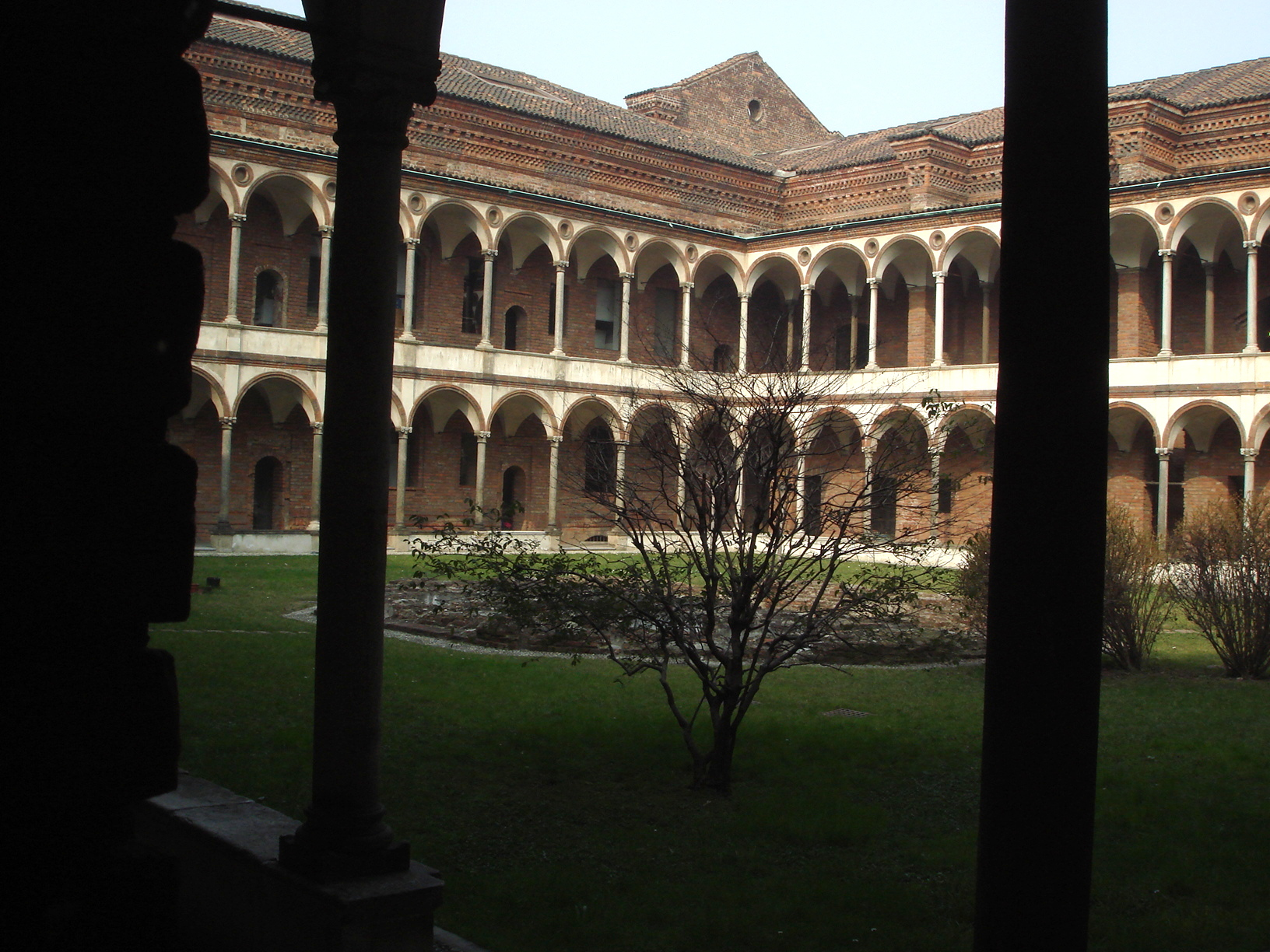
Il Chiostro dei Bagni nell'ex-Ospedale Maggiore, Milano

### Architettura
Per consolidare il proprio potere, Francesco avviò subito la ricostruzione del castello di Porta Giovia, residenza milanese dei Visconti. In architettura l'impegno più significativo rimase comunque quello del Duomo, mentre gli edifici dei Solari guardano ancora alla tradizione gotica o addirittura del romanico lombardo.
Inoltre, per sottolineare la sua legittimità e la sua pietà, Francesco Sforza fece costruire un nuovo chiostro nella Certosa di Pavia e confermò tutti i privilegi concessi dai suoi predecessori al monastero, sfruttando quindi la Certosa come legame tra la vecchia dinastia viscontea e la casata degli Sforza. 

#### Filarete
Il soggiorno del fiorentino Filarete, a partire dal 1451, fu la prima significativa presenza rinascimentale a Milano. All'artista, raccomandato da Piero de' Medici, vennero affidate importanti commissioni, grazie al suo stile ibrido che conquistò la corte sforzesca. Egli infatti era un fautore delle linee nitide, ma non sgradiva una certa ricchezza decorativa, né applicava con estremo rigore la "grammatica degli ordini" brunelleschiana. Gli venne affidata la costruzione della torre del Castello, del Duomo di Bergamo e dell'Ospedale Maggiore.
In quest'ultima opera in particolare, legata a una volontà del nuovo principe di promuovere la propria immagine, si leggono con chiarezza le diseguaglianze tra il rigore del progetto di base, impostato a una funzionale divisione degli spazi e una pianta regolare, e la mancata integrazione con il minuto tessuto edilizio circostante, per via del sovradimensionamento dell'edificio. La pianta dell'Ospedale è rettangolare, un cortile centrale la divide in due zone ciascuna attraversata da due bracci ortogonali interni che disegnano otto vasti cortili. La stessa pianta verrà poi ripresa, sempre negli stessi anni, da analogi edifici lombardi, come l'ospedale San Matteo di Pavia. Alla purezza ritmica della successione di archi a tutto sesto dei cortili, derivata dalla lezione di Brunelleschi, fa da contraltare un'esuberanza delle decorazioni in cotto (anche se in larga parte furono dovute ai continuatori lombardi).

#### La Cappella Portinari

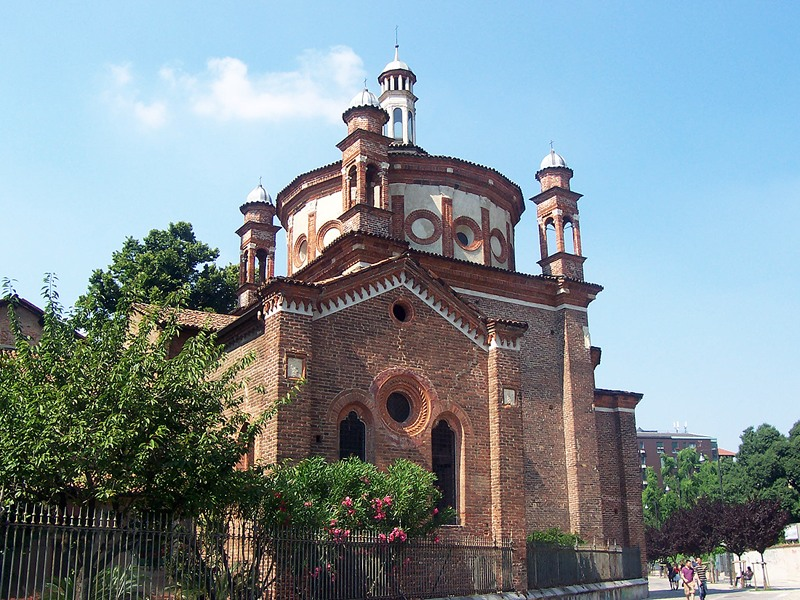
Esterno della Cappella Portinari

L'arrivo in città di formulazioni rinascimentali più mature è legato alle commissioni di Pigello Portinari, agente dei Medici per la loro filiale bancaria a Milano. Oltre alla costruzione di una sede del Banco Mediceo, oggi perduta, Pigello fece costruire una cappella funebre familiare in Sant'Eustorgio che porta il suo nome, la Cappella Portinari, dove si trovava anche la reliquia della testa di san Pietro Martire.
La struttura si ispira alla brunelleschiana Sagrestia Vecchia di San Lorenzo a Firenze, con un vano quadrato dotato di scarsella e coperto da cupola a sedici spicchi costolonati. Alcuni particolari nella decorazione si ispirano pure al modello fiorentino, come il fregio dei cherubini o i tondi nei pennacchi della cupola, ma altri se ne allontanano, marcando un'origine lombarda. Si tratta del tiburio che protegge la cupola, della decorazione in cotto, della presenza di bifore a sesto acuto o dell'esuberanza decorativa generale. L'interno in particolare si allontana dal modello fiorentino per la ricchezza vibrante di decorazioni, quali la ricca embricatura della cupola a tinte digradanti, il fregio con gli angeli sul tamburo e i numerosi affreschi di Vincenzo Foppa nella parte alta delle pareti.

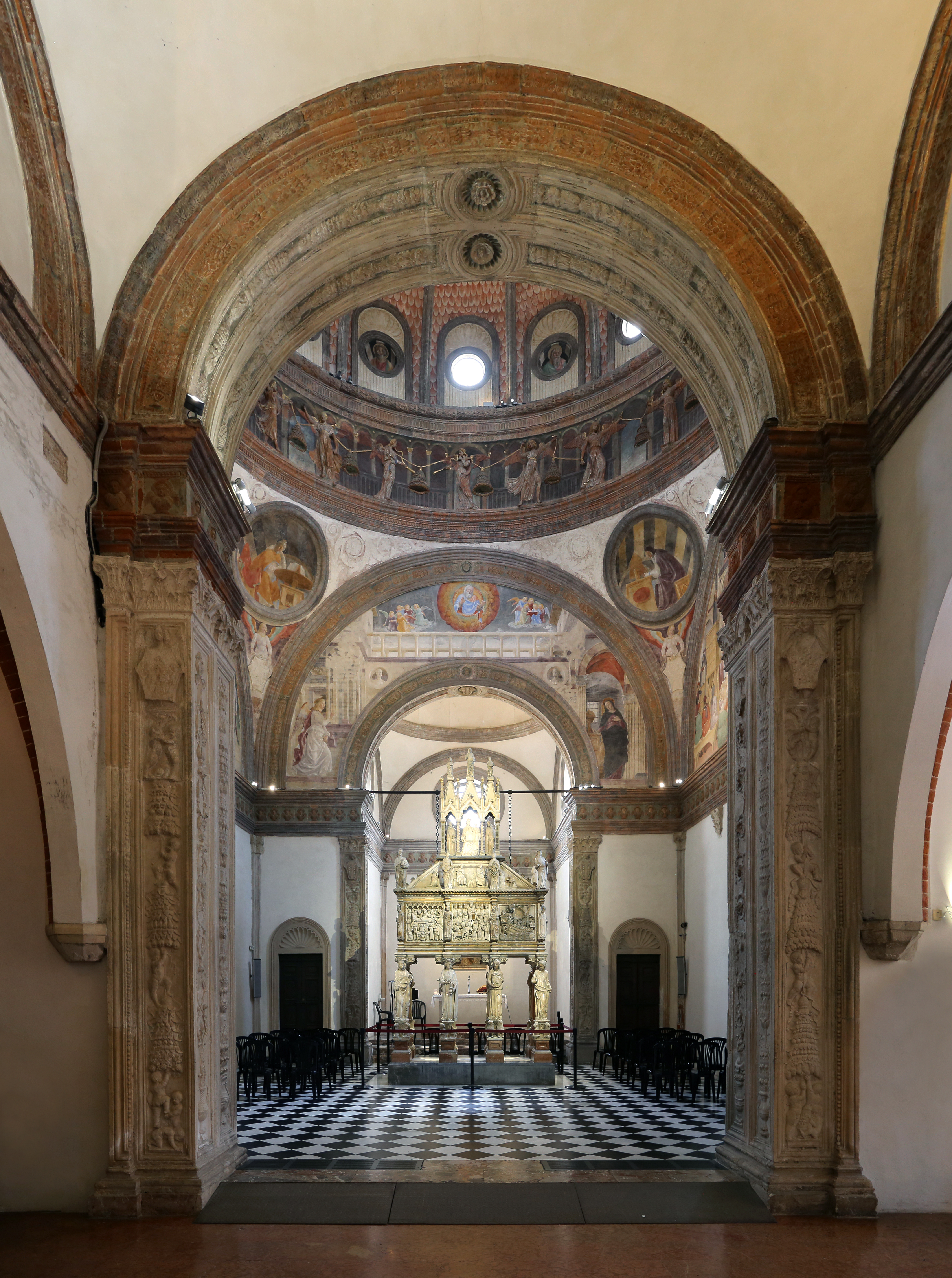
Cappella Portinari, interno
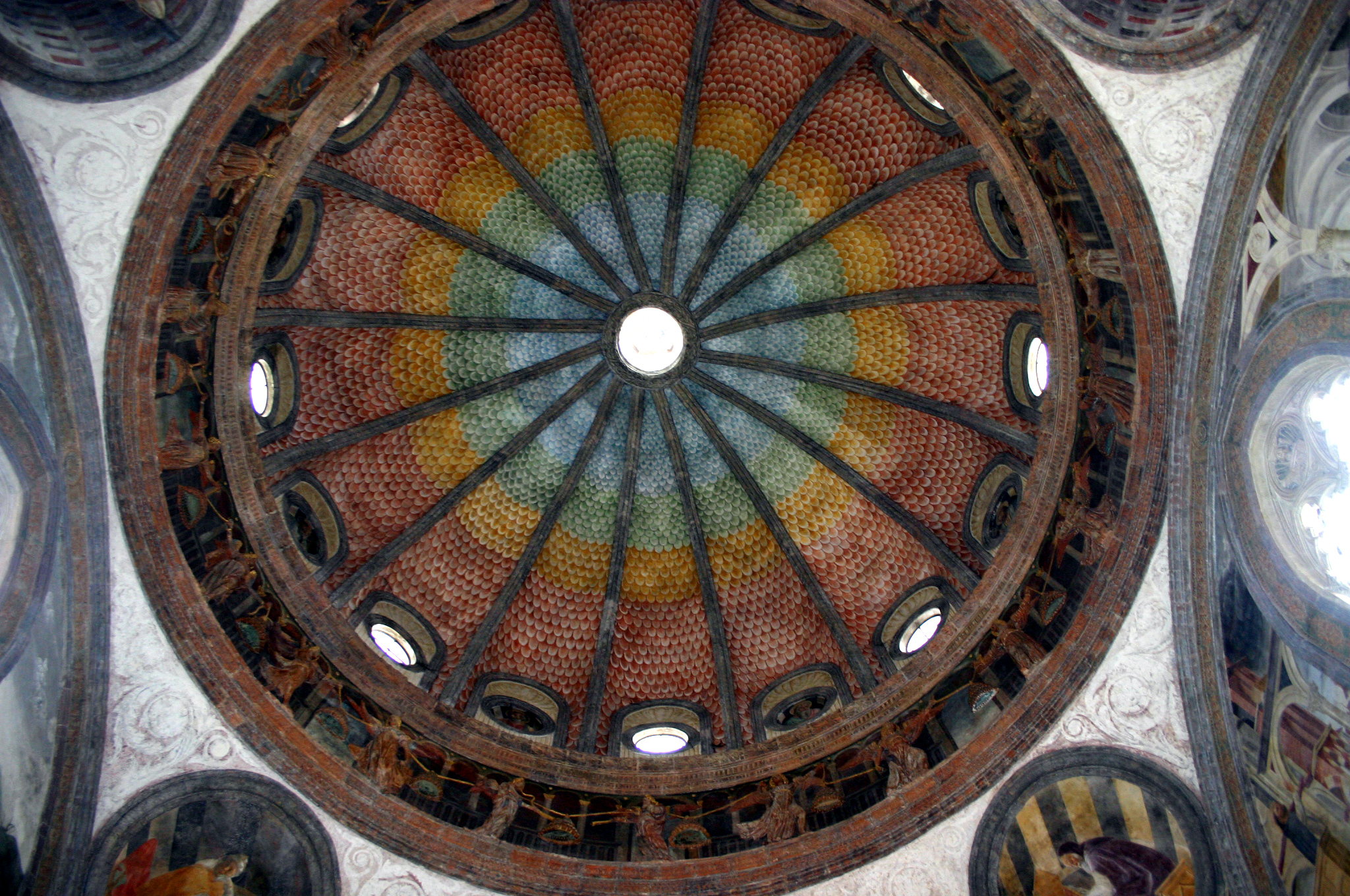
Cappella Portinari, la cupola

### Urbanistica

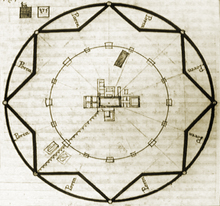
Pianta di Sforzinda

Le ricerche in urbanistica sotto Francesco Sforza non si tradussero in importanti interventi concreti, ma produssero comunque un singolare progetto di città ideale, Sforzinda, la prima a essere compiutamente teorizzata. La città venne descritta da Filarete nel Trattato di architettura ed è caratterizzata da un'astrazione intellettuale che prescinde le precedenti indicazioni sparse, di impostazione più pratica ed empirica, descritte da Leon Battista Alberti e da altri architetti, soprattutto nel contesto del Rinascimento urbinate. La città aveva una pianta stellare, legata a simboli cosmici, e comprendeva edifici aggregati senza organicità né logica interna, tanto da non essere nemmeno legati da una rete viaria, che era invece impostata a uno schema perfettamente radiale.

### Pittura

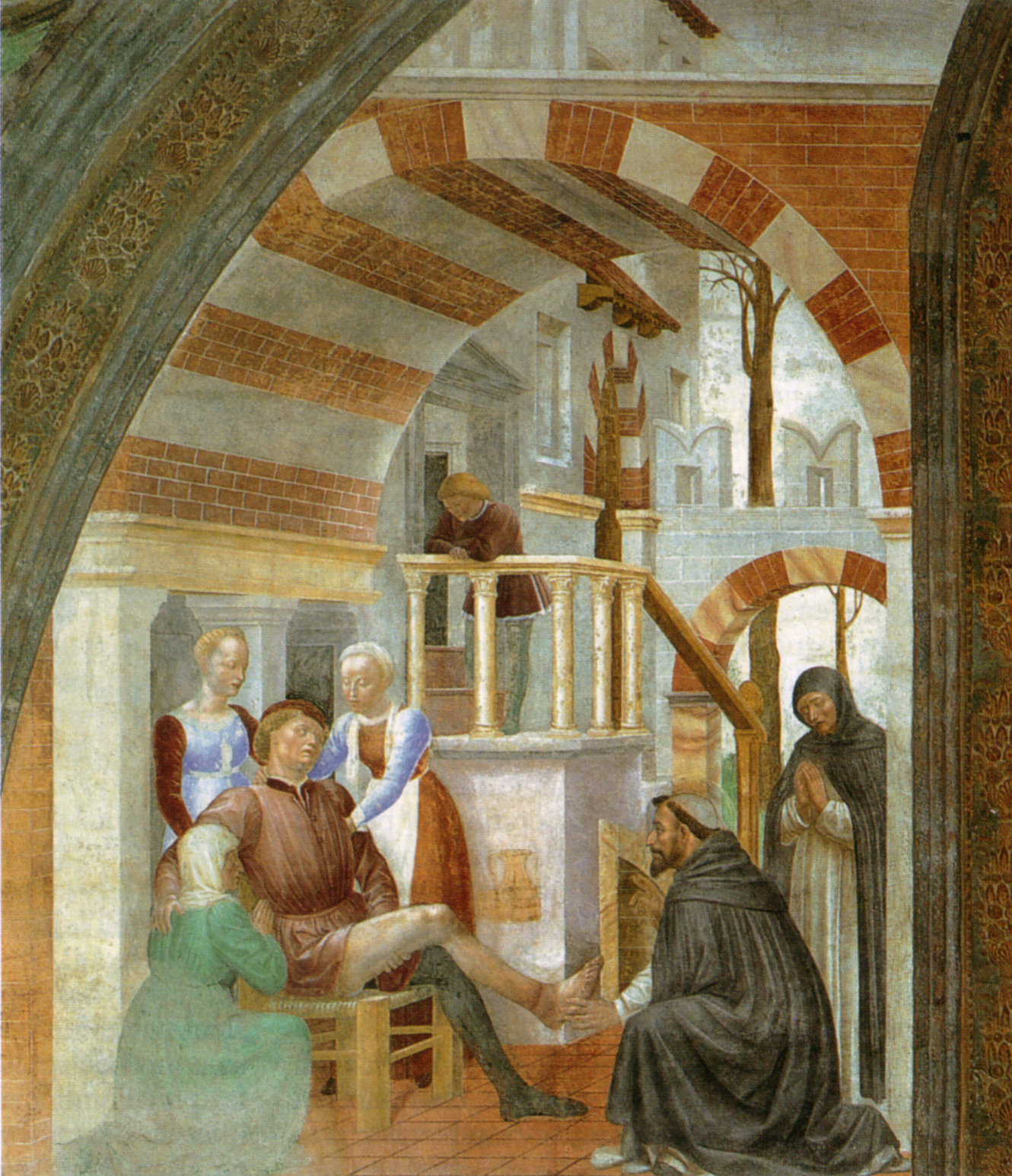
Vincenzo Foppa, Miracolo di Narni, Cappella Portinari

Una delle imprese pittoriche più rilevanti della signoria di Francesco Sforza è proprio legata alla Cappella Portinari, affrescata nelle parti superiori delle pareti da Vincenzo Foppa tra il 1464 e il 1468. La decorazione, in ottimo stato di conservazione, comprende quattro tondi con Dottori della Chiesa nei pennacchi, otto Busti di santi negli oculi alla base della cupola, quattro Storie di san Pietro Martire nelle pareti laterali e due grandi affreschi nell'arco trionfale e nell'arco della controfacciata, rispettivamente un'Annunciazione e un'Assunzione della Vergine.
Il pittore curò particolarmente il rapporto con l'architettura, cercando un'integrazione illusiva tra spazio reale e spazio dipinti. Le quattro scene di storie del santo hanno un punto di fuga comune, posto al di fuori delle scene (al centro della parete, sulla colonnina della bifora centrale) su un orizzonte che cade all'altezza degli occhi dei personaggi (secondo le indicazioni di Leon Battista Alberti). Si distacca però dalla classica prospettiva geometrica per l'originale sensibilità atmosferica, che smorza i contorni e la rigidità geometrica: è infatti la luce a rendere umanamente reale la scena. Inoltre prevale un gusto per il racconto semplice ma efficace e comprensibile, ambientato in luoghi realistici con personaggi che ricordano tipi quotidiani, in linea con le preferenze per la narrazione didascalica dei Domenicani.

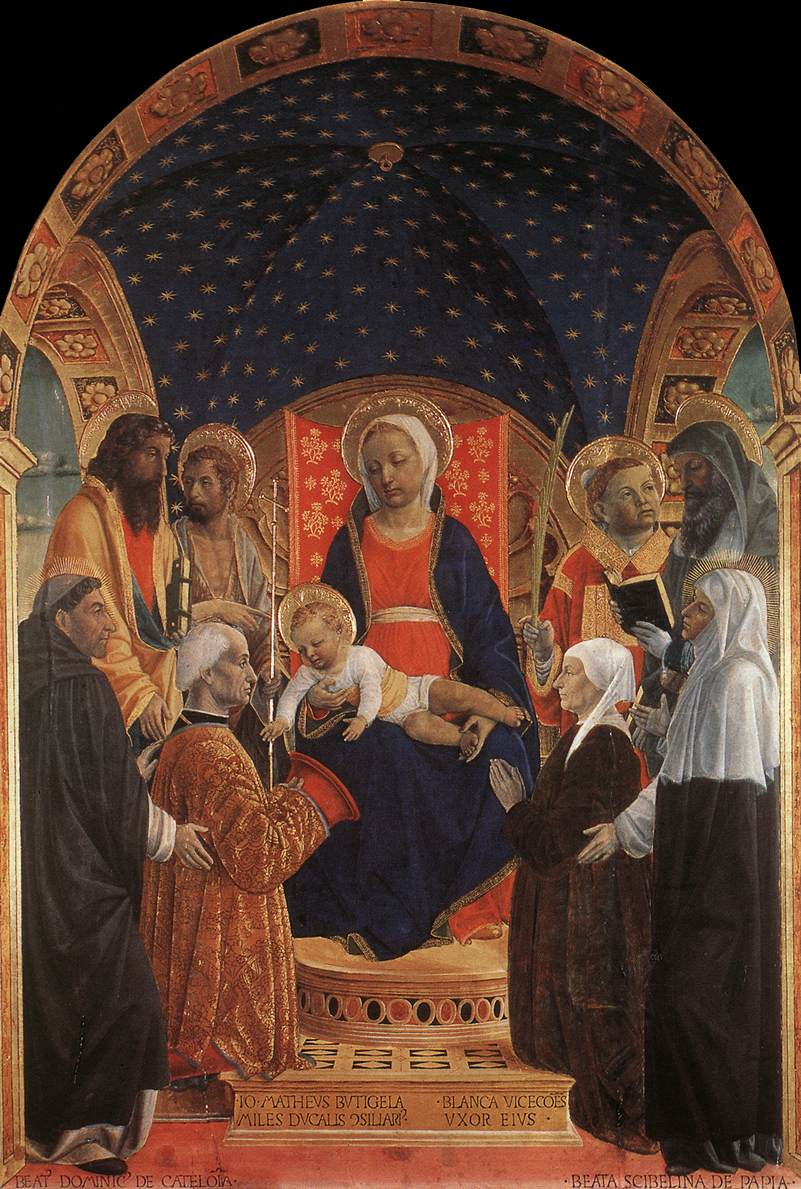
Vincenzo Foppa, Pala Bottigella, Pavia, Pinacoteca Malaspina.

Anche nelle opere successive Foppa utilizzò il mezzo prospettico in maniera duttile e comunque secondaria rispetto ad altri elementi. Ne è un esempio la Pala Bottigella (1480-1484), con un'impaginazione spaziale di derivazione bramantesca, ma saturata di figure, dove gli accenti sono posti sulla rappresentazione umana dei vari tipi e sulla rifrazione della luce sui vari materiali. Questa attenzione alla verità ottica, priva di intellettualismi, fu una delle caratteristiche più tipiche della successiva pittura lombarda, studiata anche da Leonardo da Vinci.

## Galeazzo Maria Sforza (1466-1476)

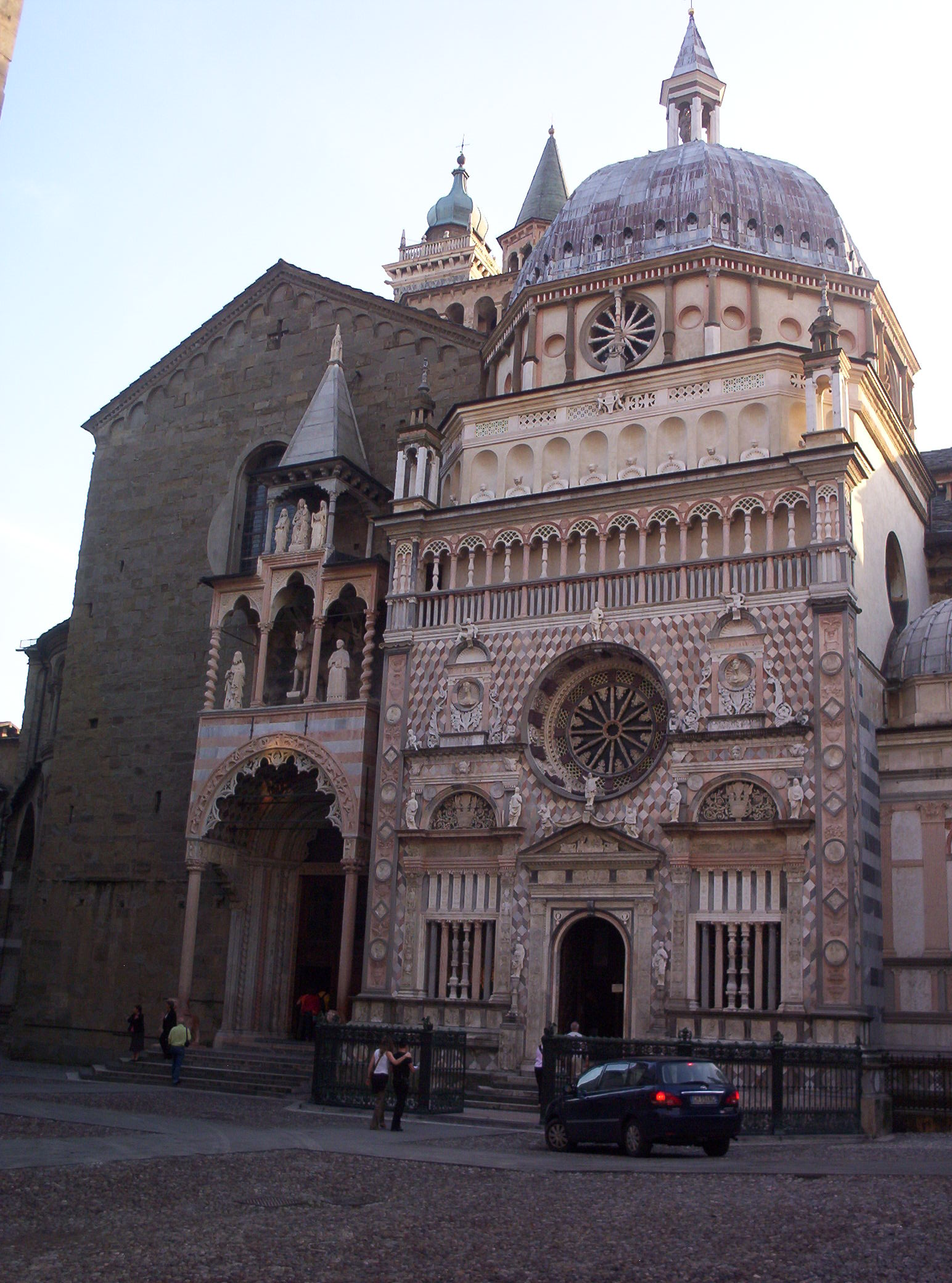
Cappella Colleoni, Bergamo

Galeazzo Maria Sforza fu senz'altro attratto dalla sontuosità di matrice gotica e le sue commissioni sembravano animate da un desiderio di fare molto e farlo in fretta, per cui tra i suoi interessi non c'era quello di stimolare una produzione figurativa originale e aggiornata, trovando più facile pescare nel passato. Per soddisfare le numerose richieste della corte si formarono spesso gruppi nutriti ed eterogenei di artisti, come quelli che decorarono la cappella ducale nel Castello Sforzesco, capitanati da Bonifacio Bembo. In quegli affreschi, databili al 1473, nonostante alcuni sobri accenni alle novità figurative (come nella spazialità dell'Annunciazione o nell'impostazione plastica dei santi), permane ancora un arcaico fondo in pastiglia dorata. Caratteristica presente anche nel ciclo di affreschi commissionato da Galeazzo Maria Sforza sempre al medesimo gruppo d'artisti guidato da Bonifacio Bembo per il castello Visconteo e in particolare nella sala azzurra, dove la decorazione è formata da riquadri con cornici rilevate in pastiglia dorata.
Gli artisti che lavoravano per Galeazzo Maria Sforza non erano mai "interlocutori" col committente, ma docili esecutori dei suoi desideri.

### Architettura

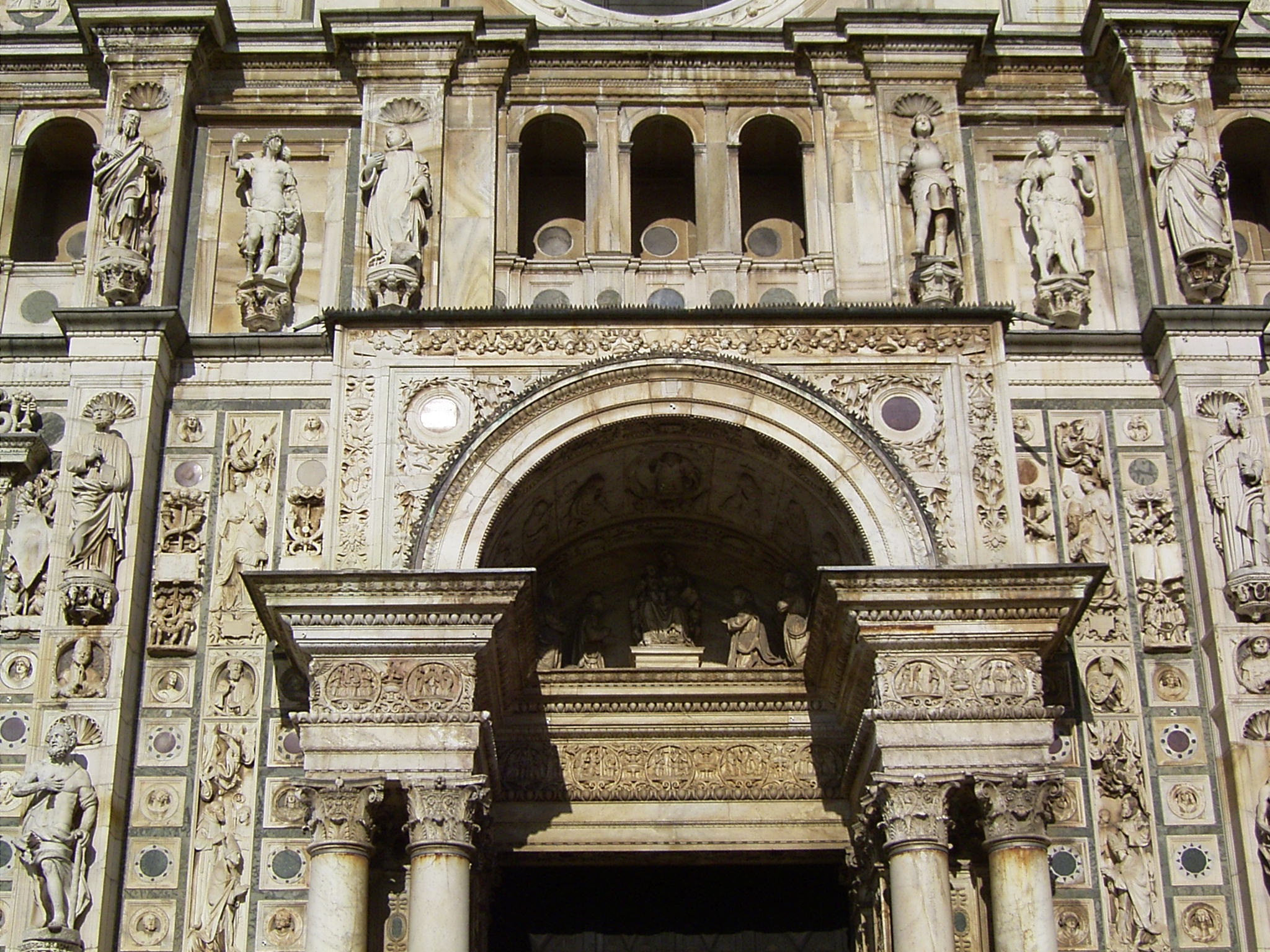
Certosa di Pavia, dettaglio della facciata

Le opere più significative del periodo svilupparono il gusto che portava a rivestire architetture rinascimentali con una decorazione esuberante, come in parte era avvenuto già all'Ospedale Maggiore, con un crescendo che ebbe un primo culmine nella Cappella Colleoni di Bergamo (1470-1476) e un secondo nella facciata della Certosa di Pavia (dal 1491), entrambe di Giovanni Antonio Amadeo con altri.
La Cappella Colleoni venne edificata come mausoleo per il condottiero Bartolomeo Colleoni, con un impianto che riprendeva, ancora una volta, la Sacrestia Vecchia di Brunelleschi. La pianta è infatti quadrata, sormontata da cupola a spicchi con tamburo ottagonale e scarsella con l'altare, pure coperta da cupoletta. La chiarezza strutturale venne però arricchita di motivi pittorici, soprattutto in facciata, con il ricorso a una tricromia bianco/rosa/viola e il motivo delle losanghe.
La Certosa di Pavia, avviata nel 1396 da Gian Galeazzo Visconti che ne vide appena l'avvio, fu ripresa solo a metà del XV secolo, seguendo in un certo senso le sorti della famiglia ducale milanese, con lunghi periodi di stasi e brusche accelerazioni, accogliendo i suggerimenti via via più moderni del panorama artistico. Se ne occuparono soprattutto Guiniforte e Giovanni Solari, che mantennero il progetto originario (pianta a croce latina con tre navate e semplici murature in laterizio), arricchendo la sola parte absidale, con una chiusura a trifoglio che si ripete anche nei bracci dei transetti. I due chiostri con archi a tutto sesto, decorati da esuberanti ghiere in cotto, si rifanno all'Ospedale Maggiore, mentre l'interno cita palesemente il Duomo di Milano.

### Scultura

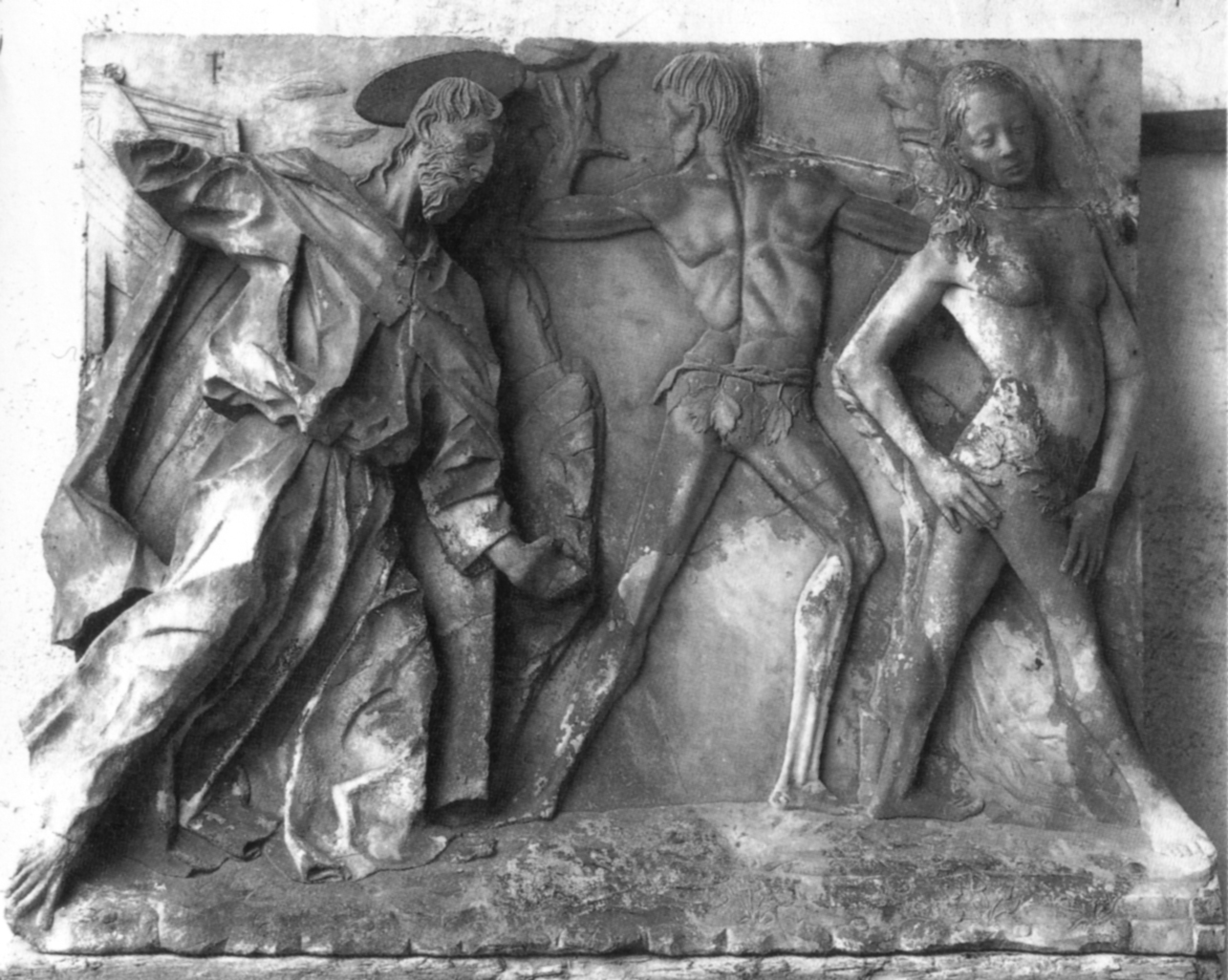
Cristoforo Mantegazza, Cacciata dei progenitori

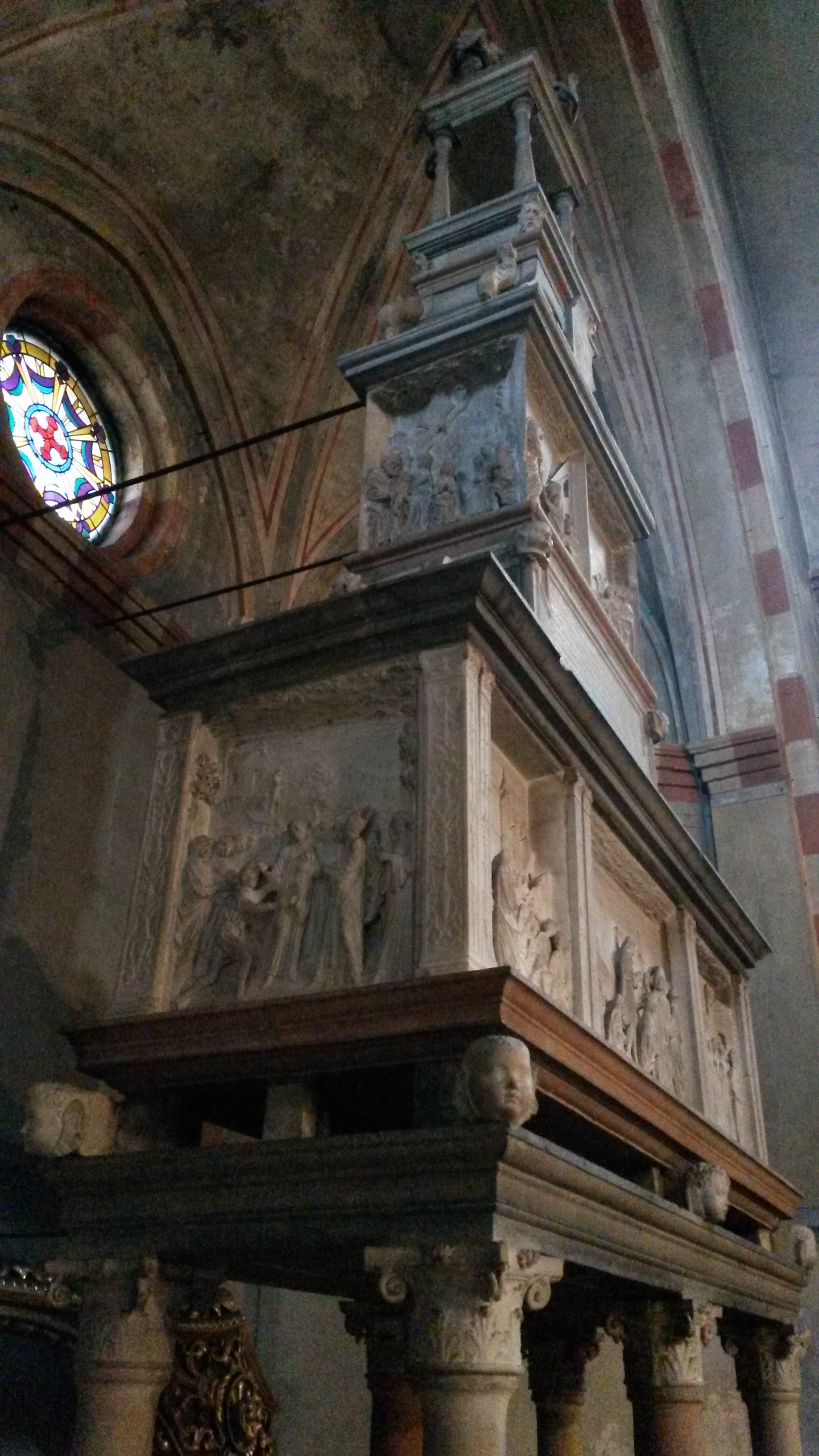
Giovanni Antonio Amadeo, arca di San Lanfranco Beccari, Pavia, San Lanfranco (1489).

Anche in scultura il cantiere più significativo del periodo fu la Certosa di Pavia. I numerosi scultori impegnati nella decorazione della facciata, non tutti identificati, erano sottoposti a evidenti influenze ferraresi e bramantesche. Ad esempio nel rilievo della Cacciata dei progenitori (1475 circa) attribuito a Cristoforo Mantegazza, si nota un segno grafico, angoli acuti, scarti innaturali e sbilanciati delle figure e un chiaroscuro violento, con risultati di grande espressività e originalità. Nella Risurrezione di Lazzaro (1474 circa) di Giovanni Antonio Amadeo invece l'impostazione sottolinea maggiormente la profondità dell'architettura in prospettiva, con figure più composte ma incise da contorni piuttosto bruschi. A contatto con l'Amadeo si formarono anche Tommaso Rodari, che diffonde i nuovi stilemi rinascimentali in area comasca, realizzando in particolare le sculture per la facciata del Duomo di Como, Giovanni Antonio Piatti, attivo in area cremonese, e Benedetto Briosco, che succederà all'Amadeo nel cantiere della Certosa.

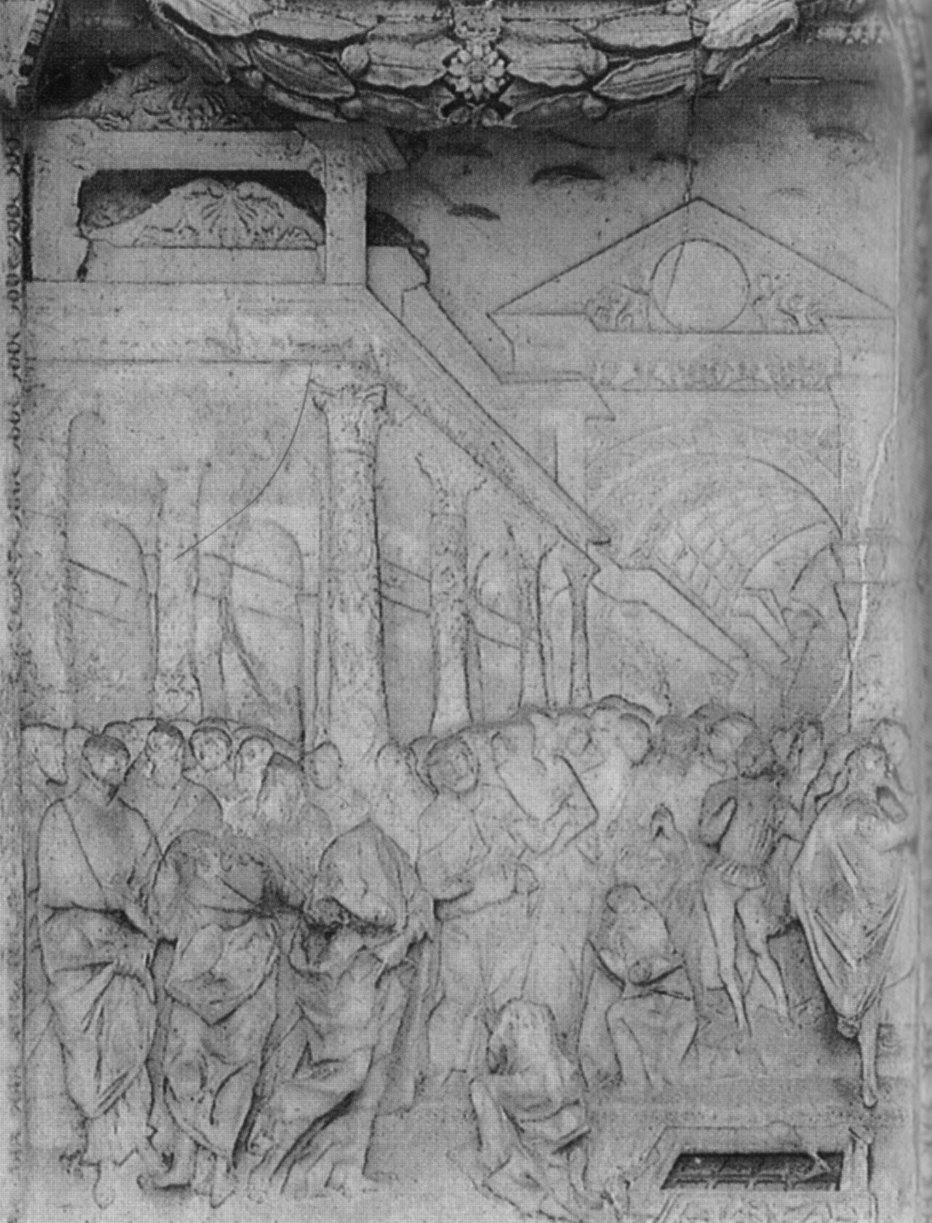
Giovanni Antonio Amadeo, Risurrezione di Lazzaro

## Ludovico il Moro (1480-1500)

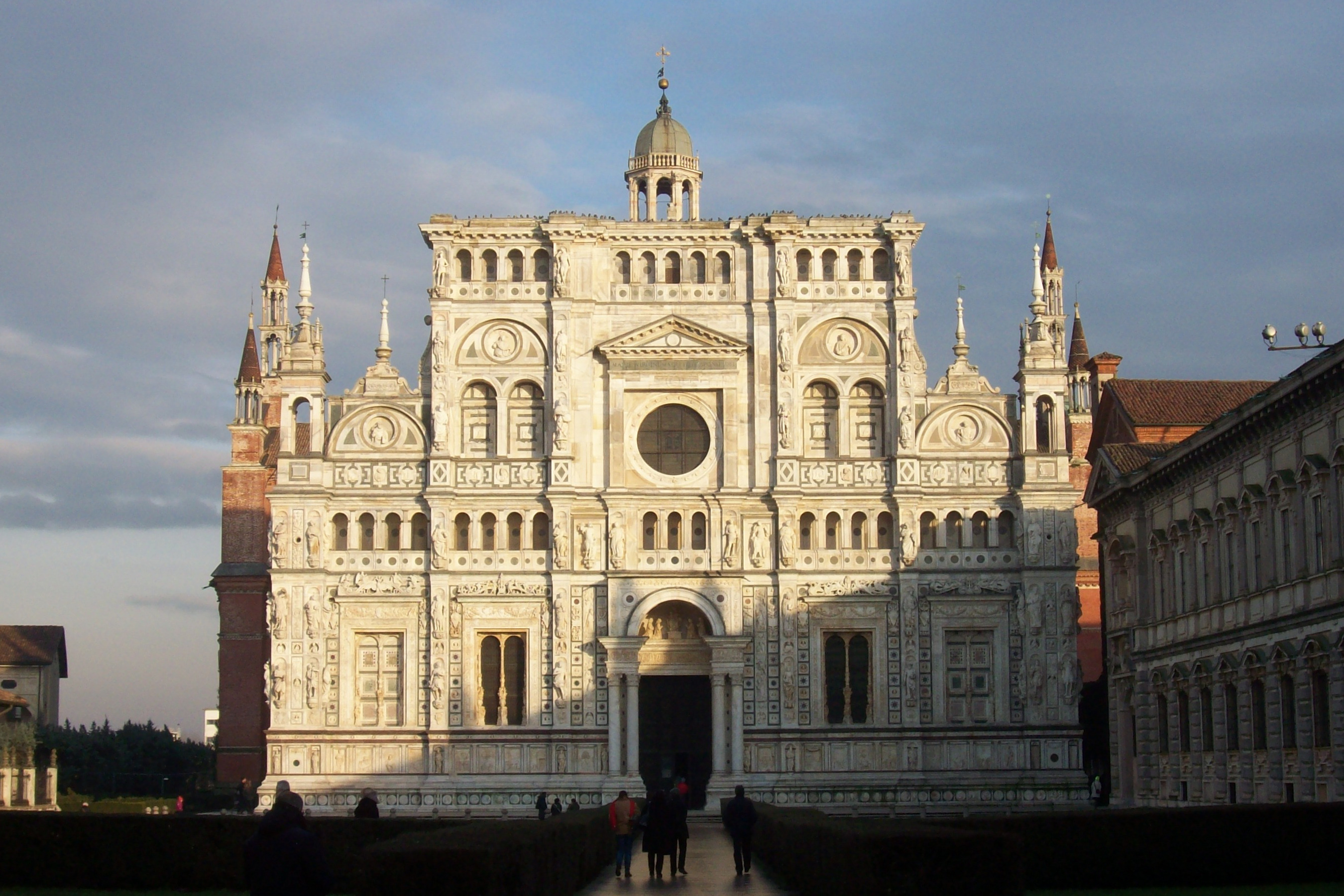
Certosa di Pavia, facciata

Ai tempi di Ludovico il Moro, negli ultimi due decenni del XV secolo, la produzione artistica nel ducato milanese proseguì tra continuità e innovazione. La tendenza allo sfarzo e all'ostentazione raggiunse il culmine, soprattutto in occasioni di particolari festeggiamenti di corte.
Con l'arrivo di due grandi maestri quali Donato Bramante (dal 1477) e Leonardo da Vinci (dal 1482), provenienti rispettivamente da centri come Urbino e Firenze, la cultura lombarda subì una netta svolta in senso rinascimentale, pur senza vistose rotture, grazie a un terreno già ormai pronto a recepire le novità grazie alle aperture del periodo precedente. I due riuscirono così a integrarsi perfettamente nella corte lombarda e, al tempo stesso, a rinnovare il rapporto tra artista e committente, basato ora su scambi vivaci e fecondi.
L'arte nel ducato registrò in questo periodo le reciproche influenze tra artisti lombardi e i due innovatori stranieri, lavorando spesso parallelamente o incrociandosi.

### Architettura

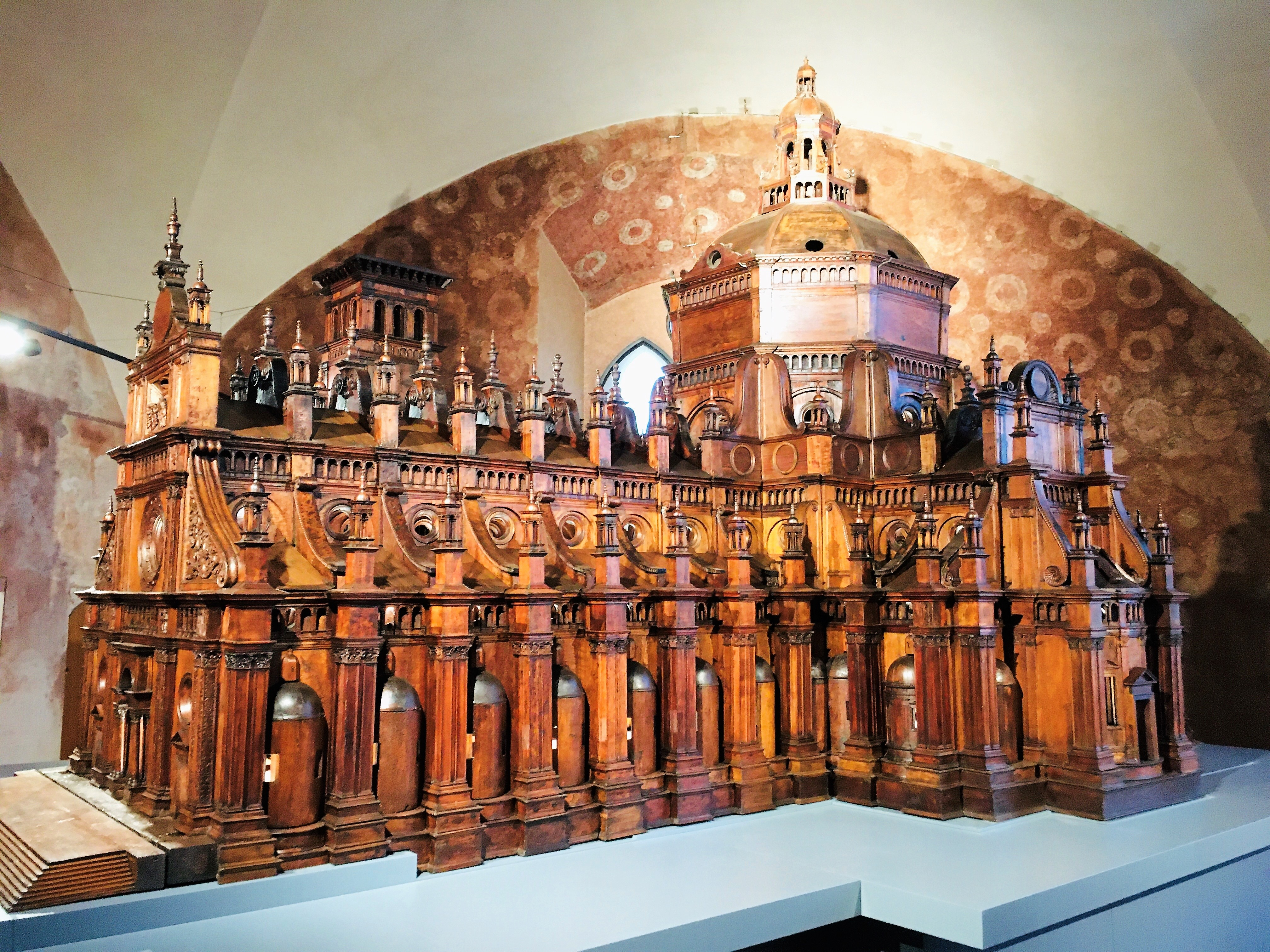
Modello ligneo del Duomo di Pavia (1497), Pavia, Pinacoteca Malaspina.

Rispetto al suo predecessore, Ludovico si preoccupò di far riprendere i grandi cantieri architettonici, anche grazie alla nuova consapevolezza del loro significato politico legato alla fama della città e, di riflesso, del suo principe. Tra le opere più importanti, in cui si consumavano quegli scambi fecondi tra i maestri, erano essenzialmente il Duomo di Pavia (di cui si conserva ancora il modello in legno risalente al 1497), il castello e la piazza di Vigevano, il tiburio del Duomo di Milano. Stimolanti sono gli studi sugli edifici a pianta centrale, che animavano le ricerche di Bramante e affascinavano Leonardo, riempiendo pagine dei suoi codici con soluzioni di crescente complessità.
Talvolta continuò a essere praticato uno stile più tradizionale, fatto di un'esuberanza decorativa impostata su linee rinascimentali. Opera principale di tale gusto fu la facciata della Certosa di Pavia, eseguita a partire dal 1491 da Giovanni Antonio Amadeo, che arrivò al primo cornicione, e completata da Benedetto Briosco. L'impostazione piuttosto rigida, a due fasce quadrangolari sovrapposte, è straordinariamente movimentata dai pilastri verticali, dalle aperture di varia forma, dalle loggette e, soprattutto, da una folla di rilievi e di motivi a marmi policromi. Non molto diversamente l'Amadeo realizzò per Palazzo Bottigella, dove lo spazio tra le linee architetture in cotto è (letteralmente) riempito da pitture raffiguranti stemmi, motivi vegetali, candelabre, figure e animali fantastici.

#### Bramante in Lombardia

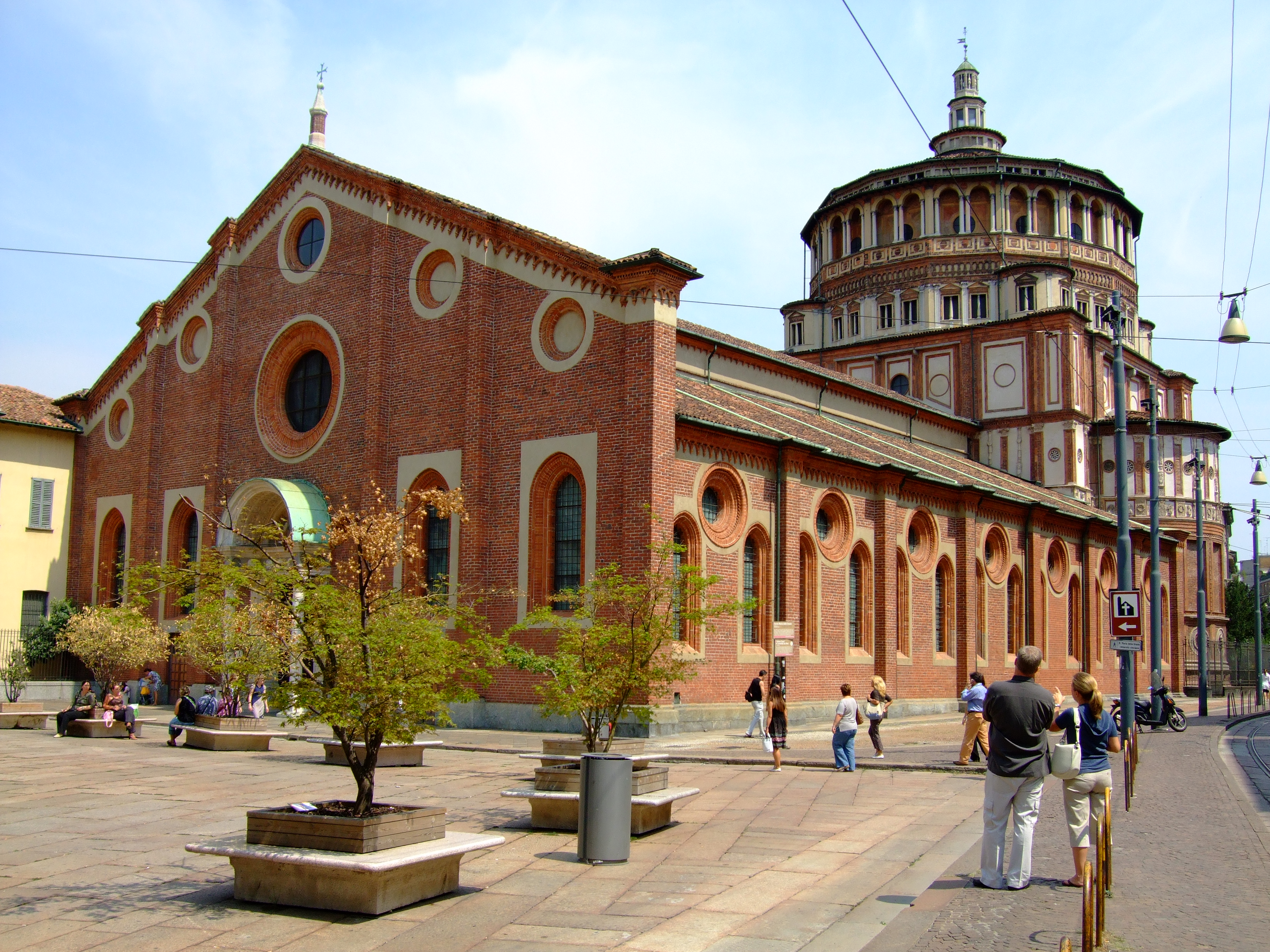
Santa Maria delle Grazie

Tra le prime opere in cui si misurò Bramante per Ludovico il Moro ci fu la ricostruzione della chiesa di Santa Maria presso San Satiro (1479-1482 circa), in cui emergeva già il problema dello spazio centralizzato. Fu progettato un corpo longitudinale a tre navate, con uguale ampiezza tra navata centrale e bracci del transetto, entrambi coperti da poderose volte a botte con cassettoni dipinti che evocavano il modello di Sant'Andrea dell'Alberti. L'incrocio dei bracci presenta una cupola, immancabile motivo bramantesco, ma l'armonia dell'insieme era messa a rischio dall'insufficiente ampiezza del capocroce che, nell'impossibilità di estenderlo, venne "allungato" illusionisticamente, costruendo una finta fuga prospettica in stucco in uno spazio profondo meno di un metro, con tanto di volta cassettonata illusoria.
Gli altri grandi progetti a cui si dedicò Bramante furono l'erezione dei chiostri del monastero di Sant'ambrogio, su commissione del Cardinale Ascanio Sforza, e la ricostruzione della tribuna di Santa Maria delle Grazie, che venne trasformata nonostante da appena dieci anni fossero stati terminati lavori nel complesso condotti da Guiniforte Solari: il Moro infatti desiderava dare un aspetto più monumentale alla basilica domenicana, per farne il luogo di sepoltura della propria famiglia. Le navate costruite dal Solari, immerse nella penombra, vennero illuminate dalla monumentale tribuna all'incrocio dei bracci, coperta da cupola emisferica. Bramante aggiunse inoltre due ampie absidi laterali e una terza, oltre il coro, in asse con le navate. L'ordinata scansione degli spazi si riflette anche all'esterno in un incastro di volumi che culmina nel tiburio che maschera la cupola, con una loggetta che si riallaccia ai motivi dell'architettura paleocristiana e del romanico lombardo.
Concordemente viene attribuito a Bramante il progetto planimetrico dell'imponente Duomo di Pavia (di cui si conserva anche il modello ligneo del 1497), basato sull'innesto di un nucleo ottagonale a cupola con un corpo longitudinale a tre navate, come nella cattedrale di Santa Maria del Fiore a Firenze o nel Santuario della Santa Casa di Loreto, allora in costruzione e che probabilmente Bramante aveva avuto modo di conoscere. Al progetto del Bramante, oltre allo schema planimetrico generale vengono attribuiti la cripta (terminata nel 1492) e la parte basamentale della zona absidale dell'edificio.

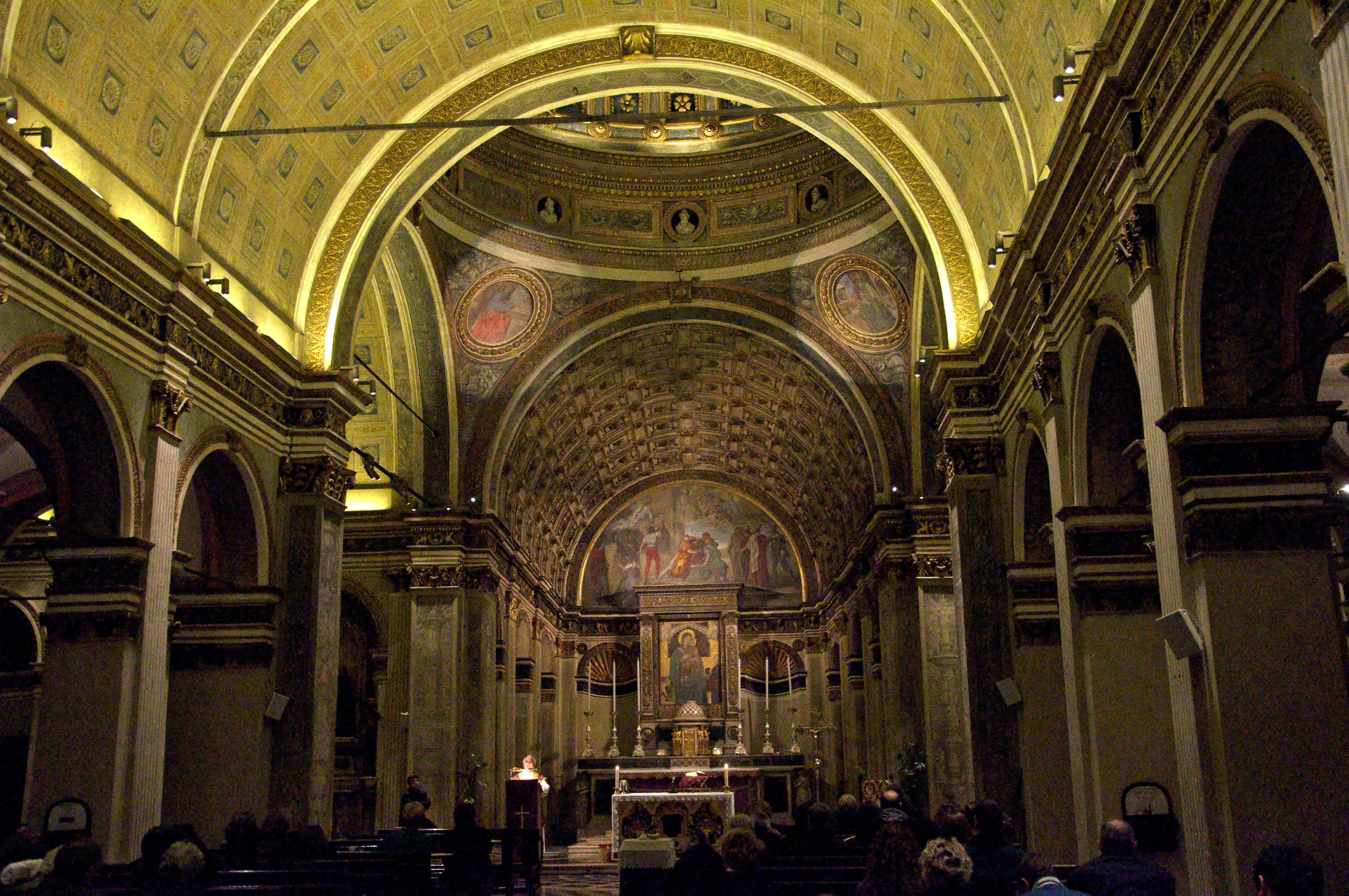
Interno di Santa Maria sopra San Satiro
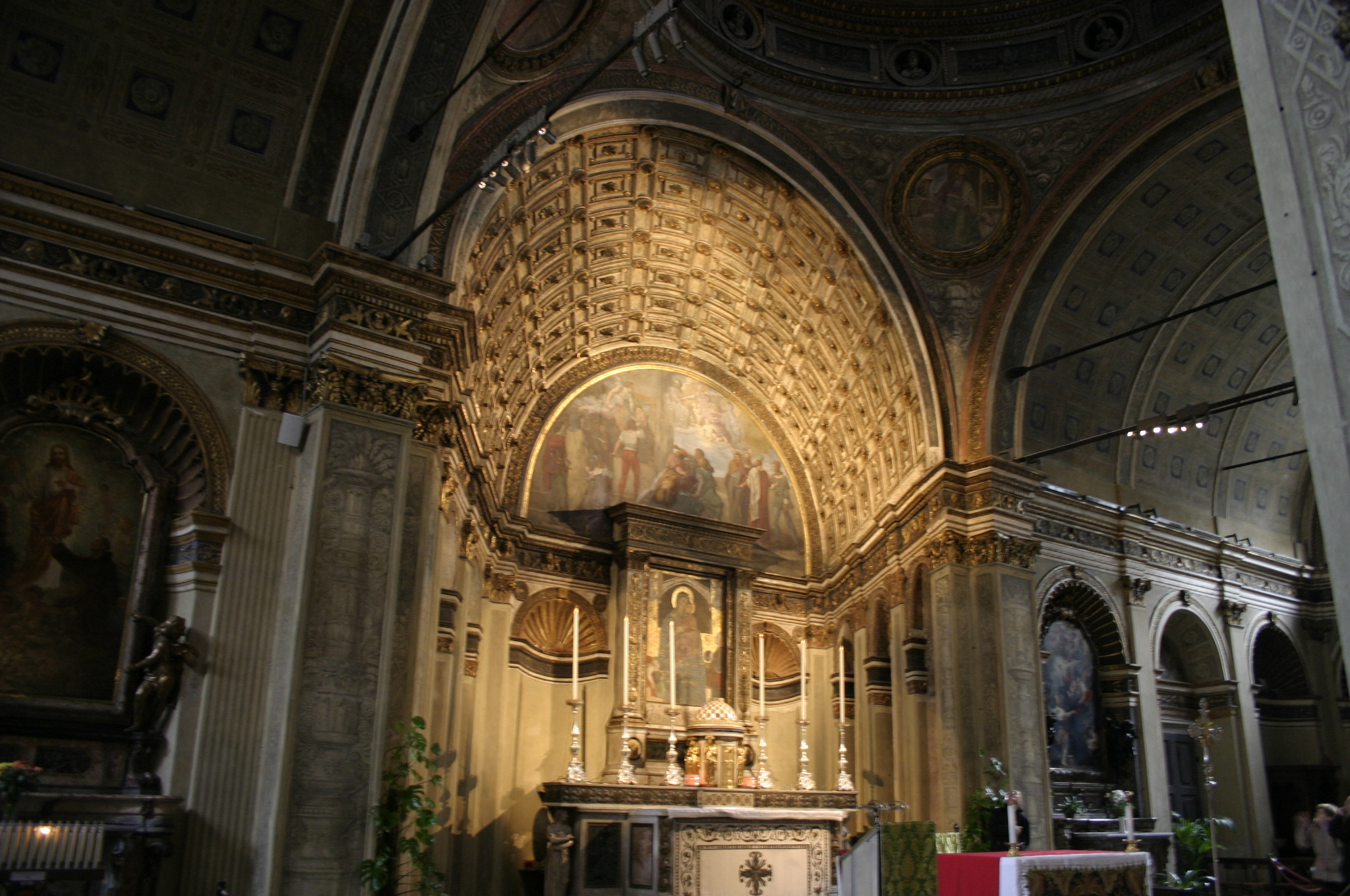
Veduta scorciata di lato della falsa abside di San Satiro
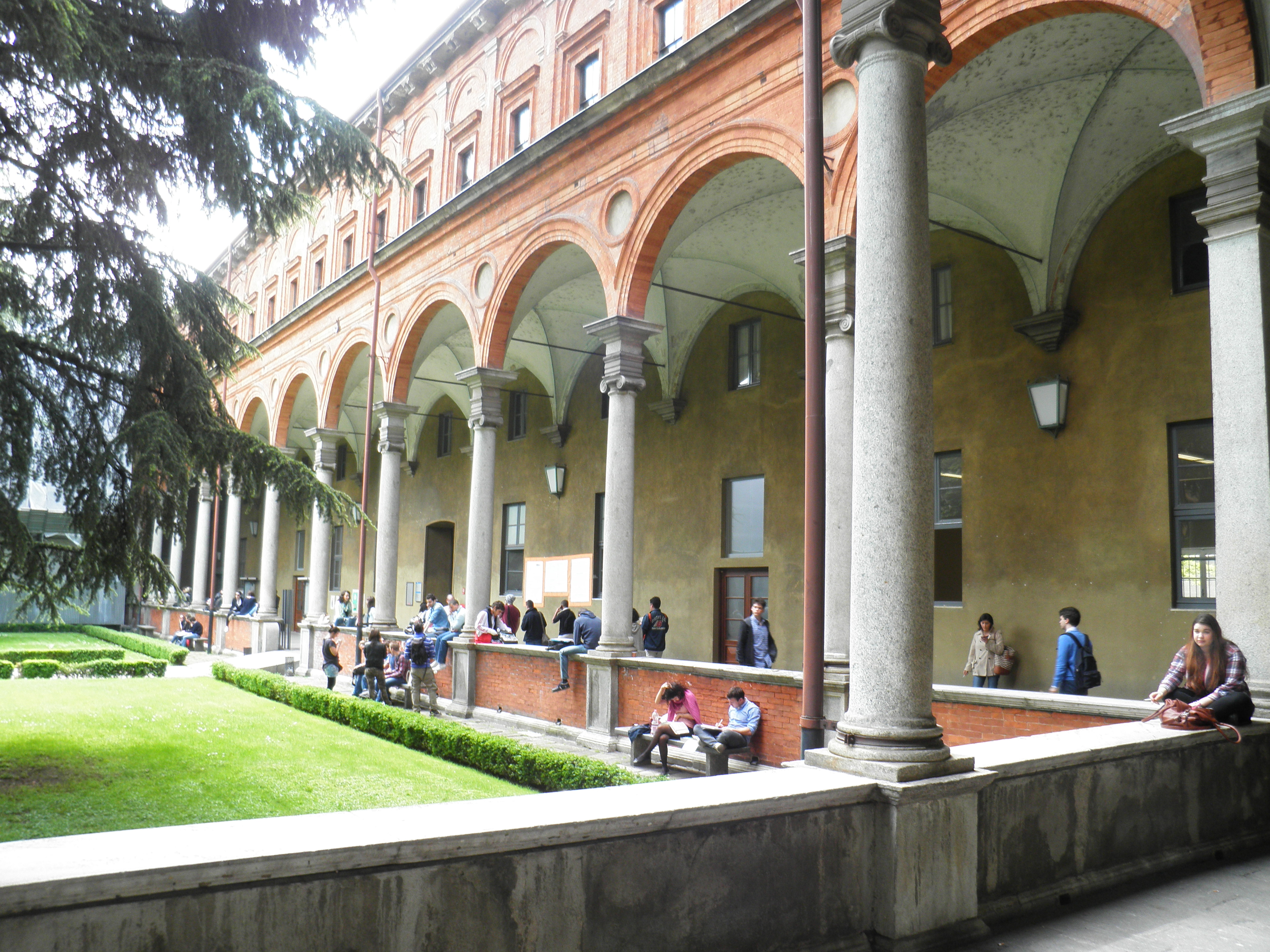
chiostri dell'ex monastero di Sant'ambrogio

### Pittura

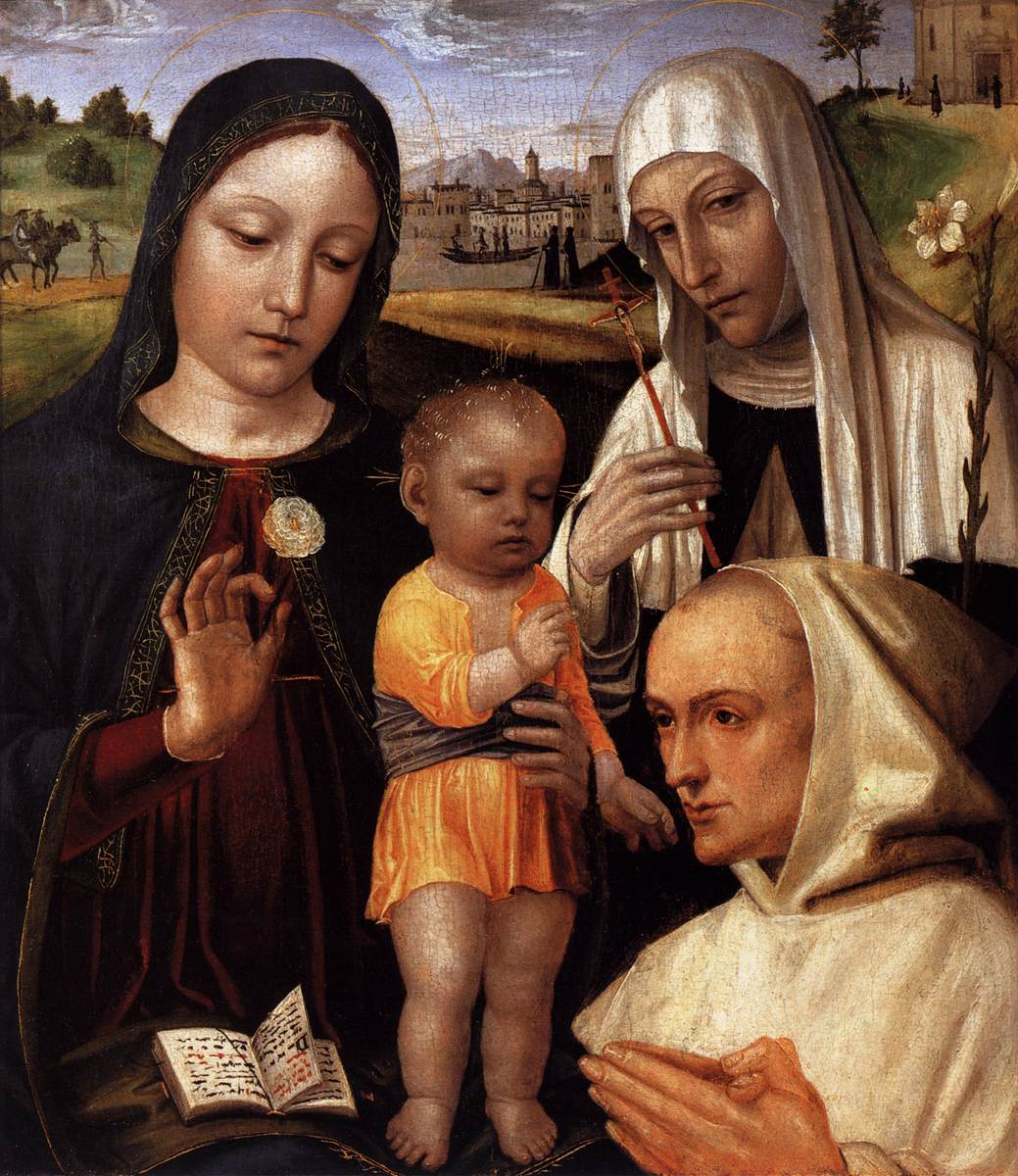
Bergognone, Madonna del certosino

In occasione delle nozze con Beatrice d'Este, Ludovico fece decorare la Sala della Balla nel Castello Sforzesco, precettando tutti i maestri lombardi disponibili sulla piazza. Accanto ai maestri come Bernardino Butinone e Bernardo Zenale arrivò così a Milano una folla di maestri di media e piccola caratura, quasi del tutto sconosciuti agli studi storico-artistici, che erano tenuti a lavorare fianco a fianco per allestire rapidamente un apparato sfarzoso, ricco di significati politici, ma con ampie oscillazioni qualitative che sembrano l'ultima delle preoccupazioni del committente.

#### Bergognone
Tra il 1488 e il 1495 il pittore lombardo Bergognone si occupò della decorazione della Certosa di Pavia. La sua produzione si ispira a Vincenzo Foppa, ma mostra anche forti accenti fiamminghi, filtrati probabilmente dai contatti liguri. Questa caratteristica fu particolarmente evidente nelle tavole di piccolo formato destinate alla devozione dei monaci nelle celle, come la cosiddetta Madonna del certosino (1488-1490), dove prevalgono i valori luminosi in una cromia quieta e un po' spenta. In seguito l'artista abbandonò i toni madreperlacei accentuando i passaggi chiaroscurali e aderendo alle novità introdotte da Leonardo e Bramante. Nel Matrimonio mistico di santa Caterina (1490 circa) la costruzione scenica è legata a un sapiente uso della prospettiva con punto di vista ribassato, anche se nei contorni ondulati delle figure, per quanto depurati e semplificati, restano echi delle eleganze cortesi.

#### Butinone e Zenale

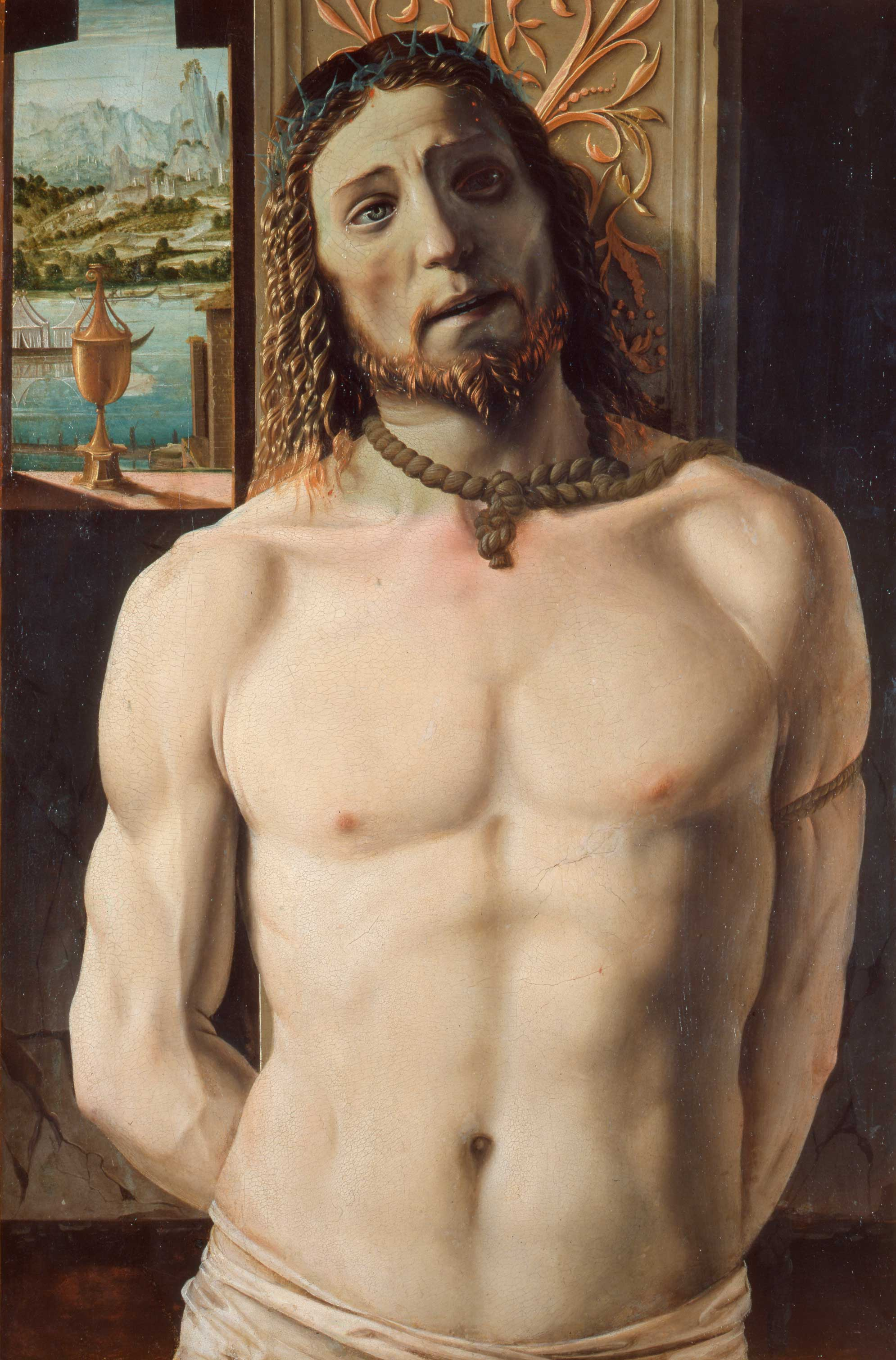
Bramante, Cristo alla colonna (1480-1490 circa)

Le botteghe lombarde dell'epoca erano in genere organizzate secondo pratiche di lavoro collettivo ed erano gradualmente investite dalle novità più moderne, che venivano tradotte in ibridi con le tradizioni locali. Un ottimo esempio è quello del sodalizio tra Bernardino Butinone e Bernardo Zenale di Treviglio, che cooperarono forse rispettivamente come maestro e allievo (ma forse anche semplicemente come artisti associati) in opere su commissioni importanti. Il Polittico di san Martino (1481-1485), per la chiesa di San Martino a Treviglio, mostra una divisione paritetica del lavoro, con un'omogeneizzazione degli stili personali verso un risultato armonico. L'impianto prospettico, ispirato da Vincenzo Foppa, risente anche dell'illusionismo tra cornice e architettura dipinta derivato dalla Pala di san Zeno di Mantegna (1457-1459), con il finto portico dove le figure si scaglionano ordinatamente. La prospettiva però è legata a espedienti ottici, più che a una rigorosa costruzione geometrica, con la convergenza verso un unico punto di fuga (posto al centro della tavola centrale di san Martino), ma senza un'esatta proporzionalità degli scorci in profondità. Elementi come le ghirlande o le ringhiere esaltano il primo piano e le figure a ridosso, mentre è brulicante, legato a un retaggio gotico cortese, l'uso delle decorazioni dorate.

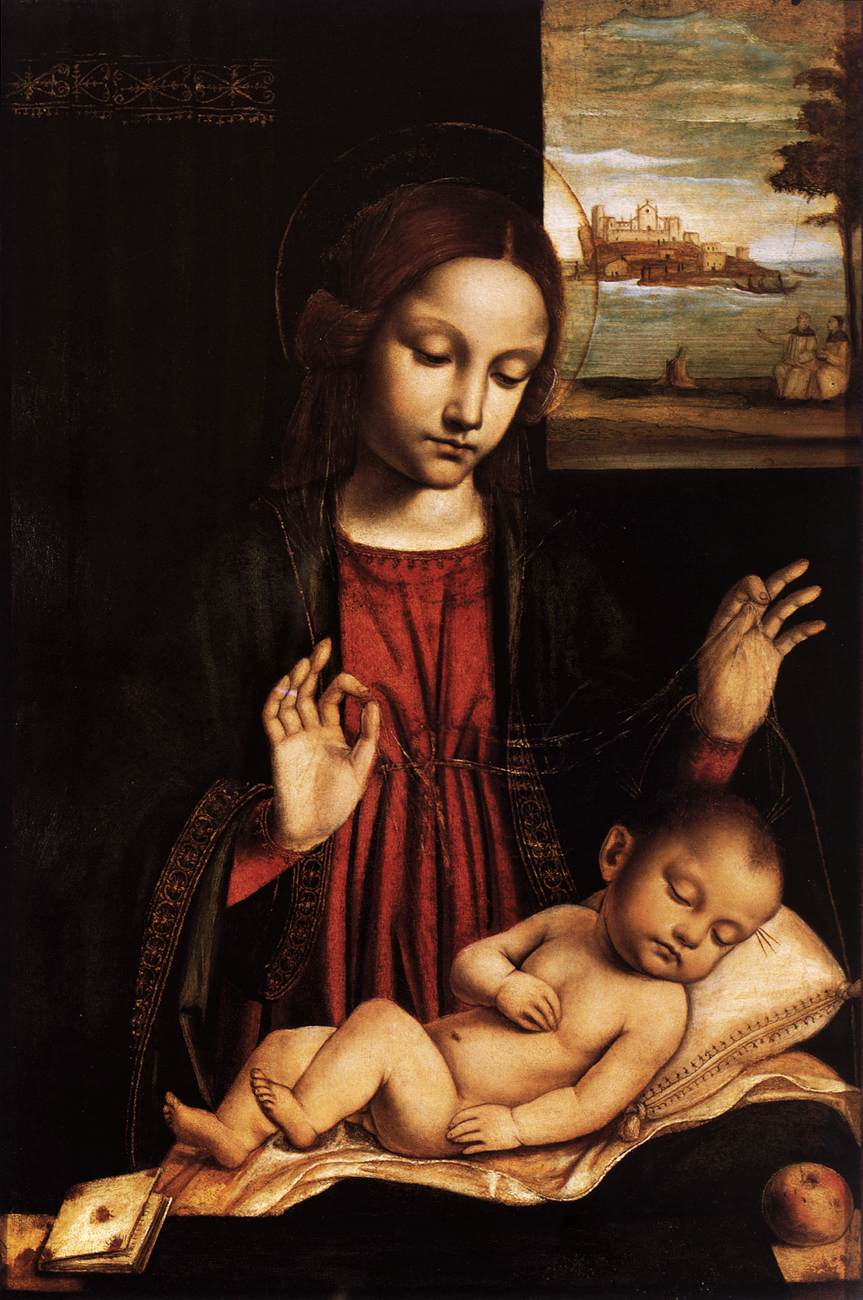
Bergognone, Madonna del velo
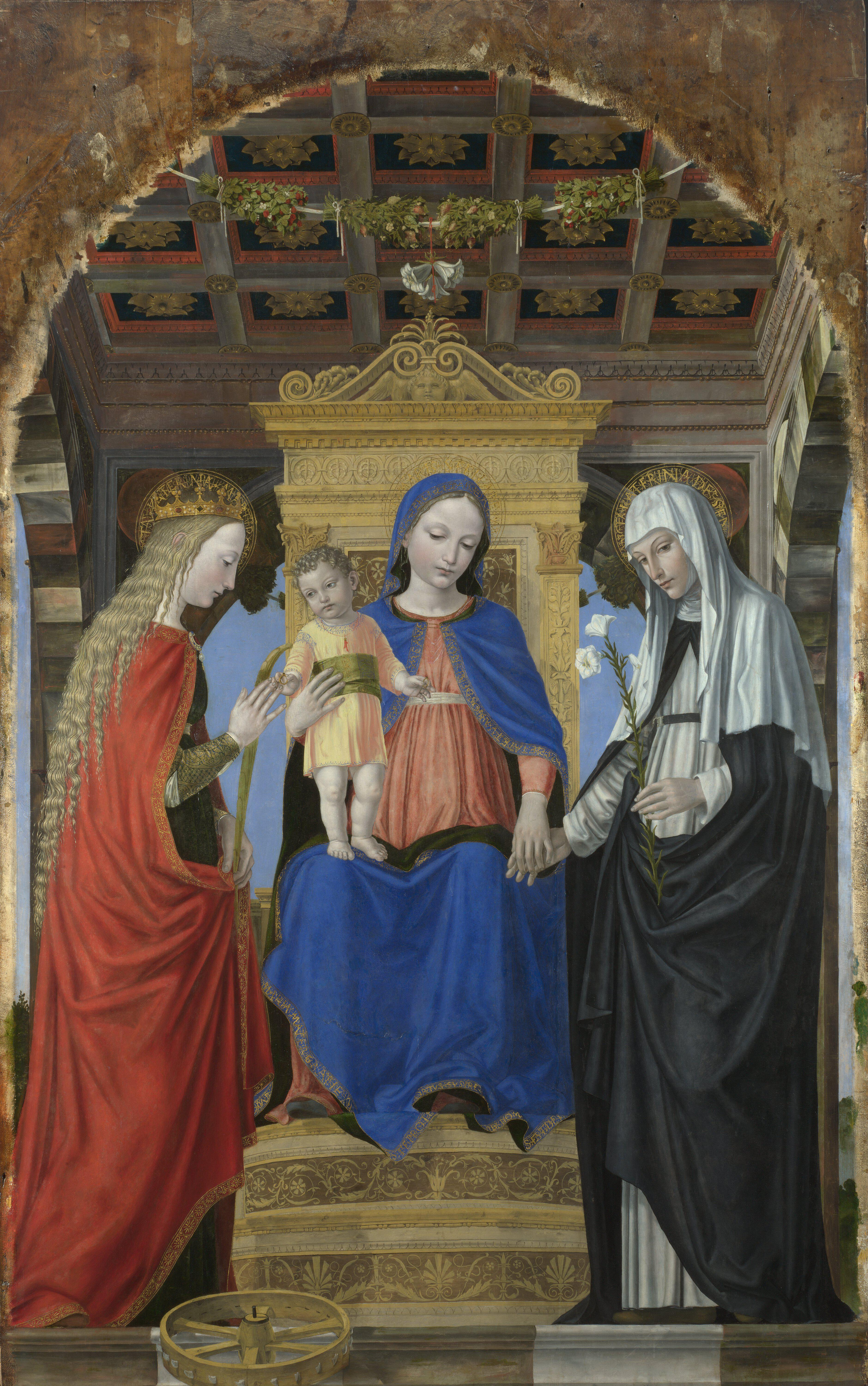
Bergognone, Matrimonio mistico di santa Caterina d'Alessandria
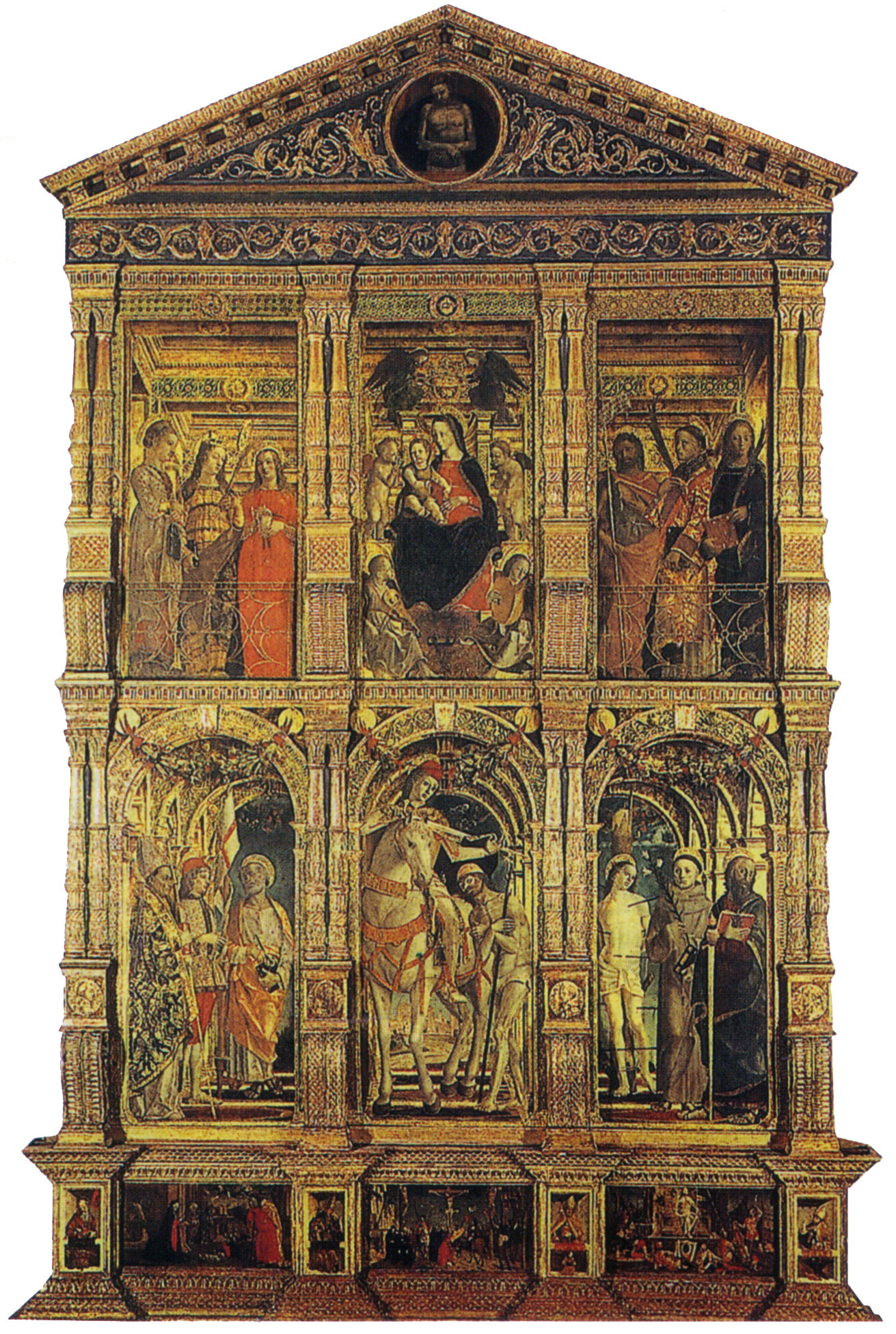
Butinone e Zenale, Polittico di san Martino
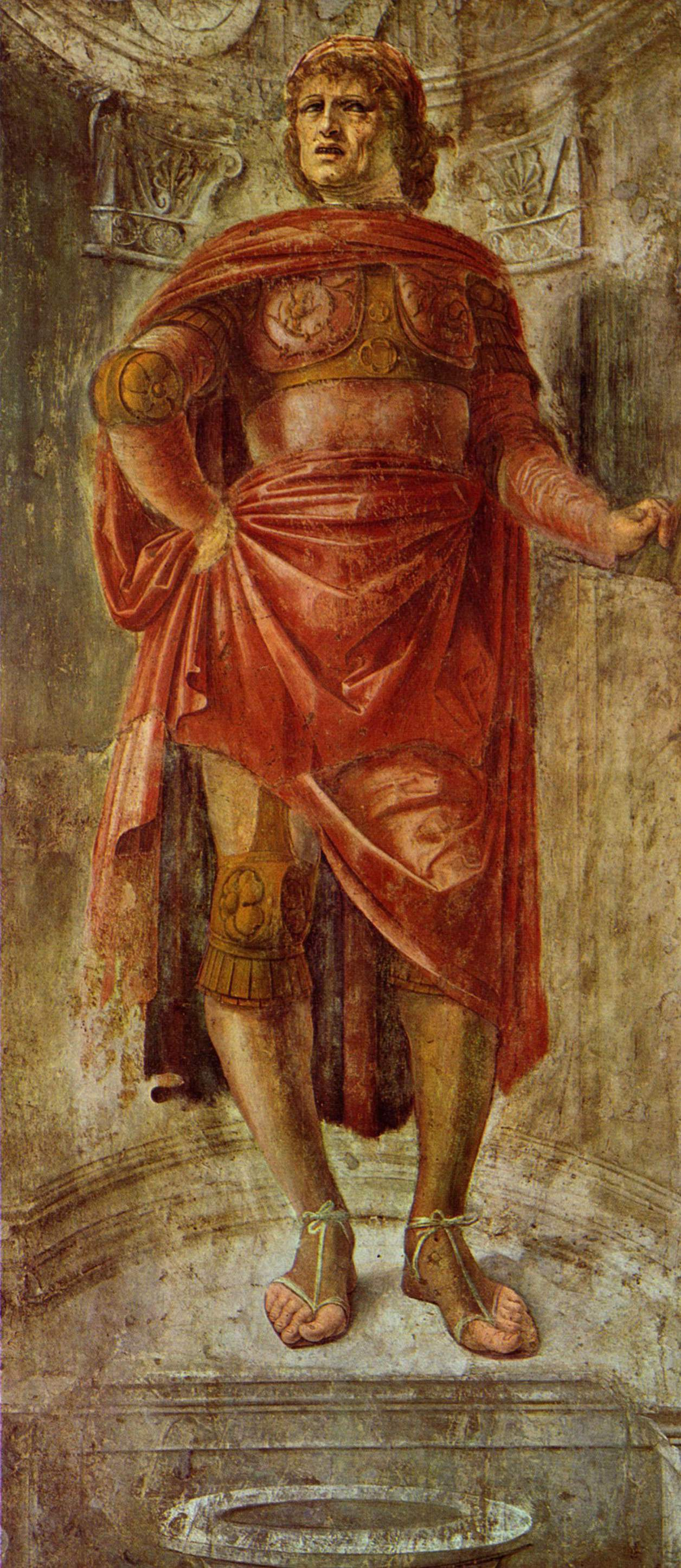
Bramante, Uomini d'arme di casa Visconti-Panigarola, 1486-87
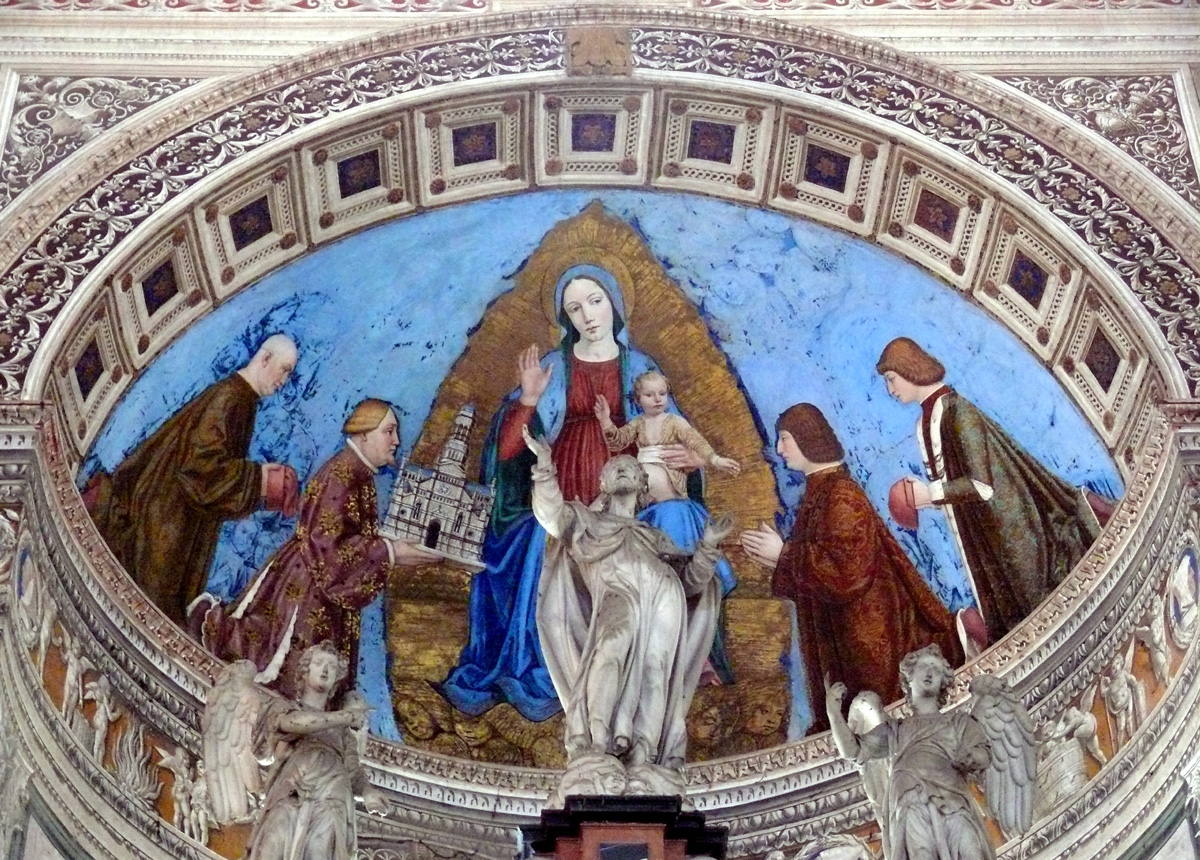
Bergognone, Gian Galeazzo Visconti dona la certosa di Pavia alla Vergine

#### Bramante pittore
Bramante fu anche pittore, autore a Milano di una serie di affreschi a tema umanistico sugli Uomini illustri, i cosiddetti Uomini d'arme di casa Visconti-Panigarola, ma anche di una celebre tavola con il Cristo alla colonna (1480-1490 circa). In quest'ultima sono evidenti i richiami alla cultura urbinate, con la figura del Redentore sofferente sospinta in primo piano, quasi a contatto diretto con lo spettatore, con un modellato classico nel torso nudo e con evidenti reminiscenze fiamminghe, sia nel paesaggio sia nella minuziosa resa dei particolari e dei loro riflessi luminosi, soprattutto nei bagliori rossi e azzurri dei capelli e della barba.

#### Primo soggiorno di Leonardo da Vinci

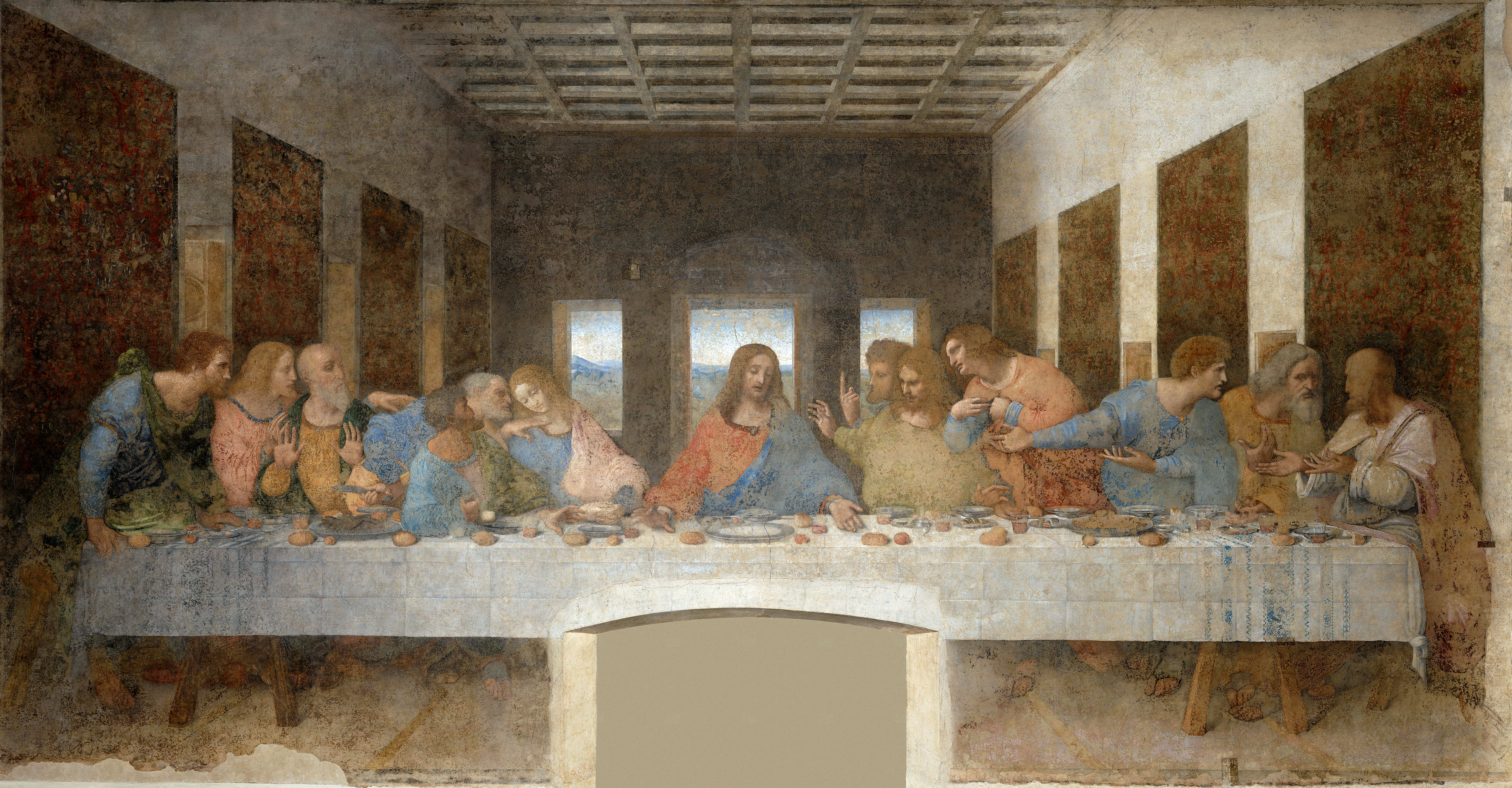
Leonardo, Ultima Cena (1494-1497)

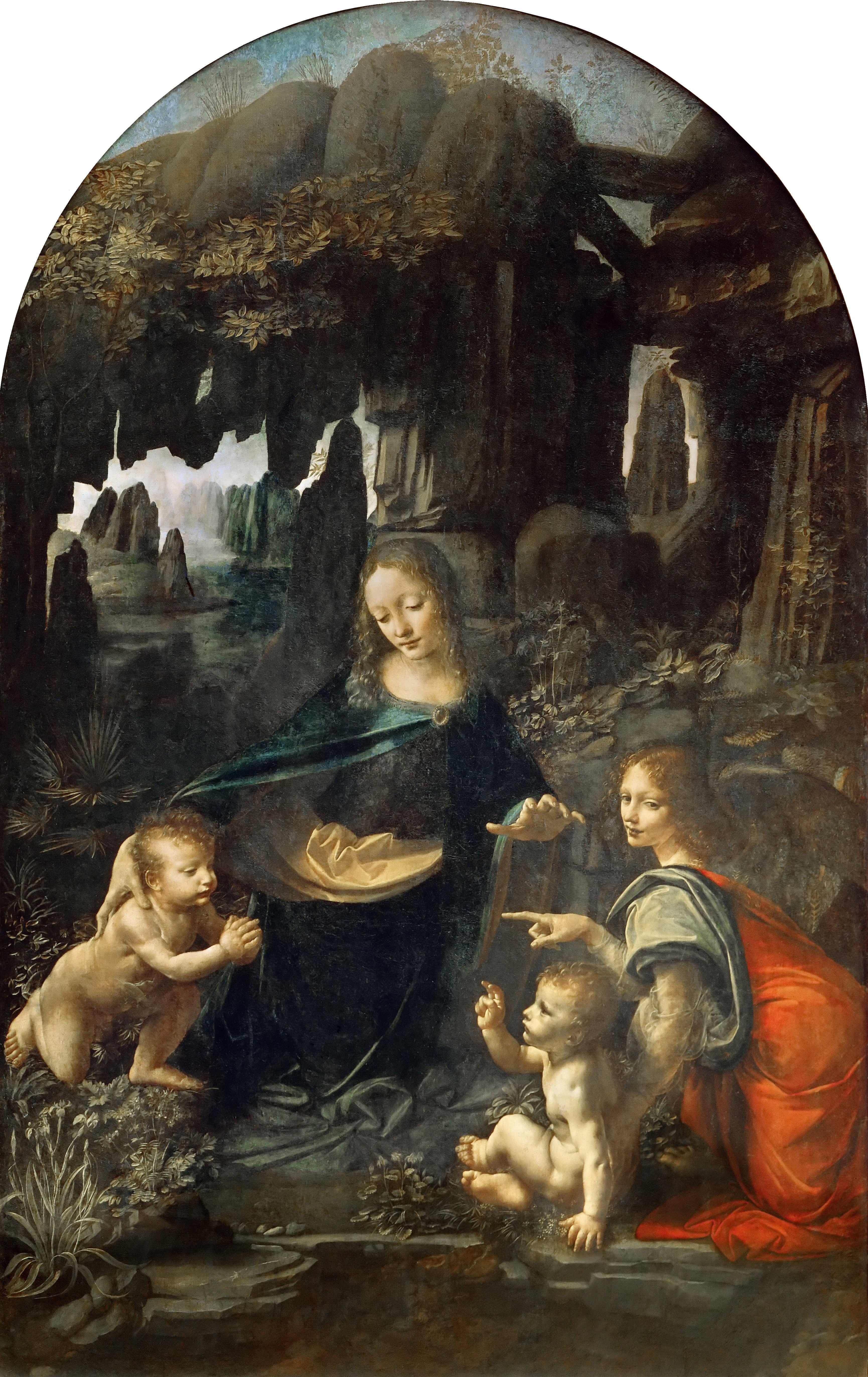
Leonardo, Vergine delle rocce, prima versione (1483-1486)

Come Bramante, anche Leonardo da Vinci fu attratto in Lombardia dalle opportunità di lavoro offerte dalla politica di energica espansione promossa dagli Sforza. In una celebre lettera di autopresentazione del 1482 l'artista enumerò in dieci punti le sue capacità, che spaziavano dall'ingegneria militare e civile, all'idraulica fino alla musica e all'arte (citata per ultima, da esercitare "in tempo di pace").
In un primo momento però Leonardo non trovò risposta alle sue offerte al Duca, dedicandosi alla coltivazione dei propri interessi scientifici (numerosi codici risalgono proprio a questo fecondo periodo) e ricevendo una prima importante commissione da una confraternita, che nel 1483 chiese a lui e ai fratelli Giovanni Ambrogio e Cristoforo de Predis, che lo ospitavano, un trittico da esporre nel loro altare nella distrutta chiesa di San Francesco Grande. Leonardo dipinse la tavola centrale con la Vergine delle rocce, opera di grande originalità in cui le figure sono impostate a piramide, con una forte monumentalità, e con un movimento circolare di sguardi e gesti. La scena è ambientata in una grotta ombrosa, con la luce che filtra da aperture nelle rocce in sottilissimi variazioni dei piani chiaroscurali, tra riflessi e ombre colorate, capaci di generare un senso di legante atmosferico che elimina l'effetto di isolamento plastico delle figure.
Entrato finalmente nella cerchia degli Sforza, Leonardo fu a lungo impegnato nella realizzazione di un colosso equestre, che non vide mai la luce. Nel 1494 Ludovico il Moro gli assegnò la decorazione di una delle pareti minori del refettorio di Santa Maria delle Grazie, dove Leonardo realizzò l'Ultima Cena, entro il 1498. Come nell'Adorazione dei Magi dipinta a Firenze, l'artista indagò il significato più profondo dell'episodio evangelico, studiando le reazioni e i "moti dell'animo" all'annuncio di Cristo del tradimento da parte di uno degli apostoli. Le emozioni si diffondono violentemente tra gli apostoli, da un capo all'altro della scena, travolgendo il tradizionale allineamenti simmetrico delle figure e raggruppandole a tre a tre, con Cristo isolato al centro (una solitudine sia fisica sia psicologica), grazie anche all'incorniciatura delle aperture luminose sullo sfondo e della scatola prospettica. Spazio reale e spazio dipinto appaiono infatti legati illusionisticamente, grazie anche all'uso di una luce analoga a quella reale della stanza, coinvolgendo straordinariamente lo spettatore, con un procedimento analogo a quanto sperimentava in quegli anni Bramante in architettura.
Un principio simile, di annullamento delle pareti, venne applicato anche nella decorazione della Sala delle Asse nel Castello Sforzesco, coperta da un intreccio di motivi arborei.
Sempre a commissioni della corte milanese risalgono una serie di ritratti, tra cui il più celebre è la Dama con l'ermellino (1488-1490). Si tratta quasi sicuramente della favorita del Moro Cecilia Gallerani, la cui immagine, colpita da una luce diretta, emerge dal fondo scuro compiendo un moto a spirale col busto e la testa che esalta la grazia della donna e rompe definitivamente con la rigida impostazione dei ritratti "umanistici" quattrocenteschi. Altra sua amante venne forse ritratta nella Belle Ferronnière, ora al Louvre.
Per il matrimonio tra Gian Galeazzo Maria Sforza e Isabella d'Aragona, mise in scena la cosiddetta Festa del Paradiso.

## Prima metà del Cinquecento
Prima la morte di Beatrice d'Este e poi la caduta di Ludovico il Moro causarono una brusca interruzione di tutte le committenze artistiche e una diaspora degli artisti. Nonostante ciò la ripresa fu relativamente veloce, e l'atmosfera a Milano e nei territori collegati restò vivace. Episodio chiave è il ritorno di Leonardo da Vinci nel 1507, fino al 1513.
Del tutto alieni dalla tradizione e dal gusto lombardo, furono gli interventi, effettuati da Galeazzo Sanseverino tra il 1515 e il 1521, all'interno del castello di Mirabello, sede del Capitano del Parco Visconteo. Infatti la struttura, di età sforzesca, fu rielaborata inserendo, unicum in Lombardia, elementi di gusto francese, come le finestre rettangolari, profilate in pietra o i grandi camini in pietra tardogotici. Furono inoltre riaffrescati gli interni (gran parte degli affreschi sono ancora nascosti sotto diversi strati d'intonaco). Fino alla battaglia di Pavia del 1525 la situazione politica nel territorio del Ducato di Milano rimase incerta, con numerosi scontri armati, dopodiché venne sancita la predominanza spagnola.

### Secondo soggiorno di Leonardo
Fu lo stesso governatore francese di Milano, Charles d'Amboise, a sollecitare, fin dal 1506 l'entrata di Leonardo al servizio di Luigi XII. L'anno successivo fu lo stesso re a richiedere espressamente Leonardo, che infine accettò di tornare a Milano dal luglio 1508. Il secondo soggiorno milanese fu un periodo molto intenso: dipinse la Sant'Anna, la Vergine e il Bambino con l'agnellino, completò, in collaborazione col De Predis, la seconda versione della Vergine delle Rocce e si occupò di problemi geologici, idrografici e urbanistici. Studiò fra l'altro un progetto per una statua equestre in onore di Gian Giacomo Trivulzio, quale artefice della conquista francese della città.

### I Leonardeschi

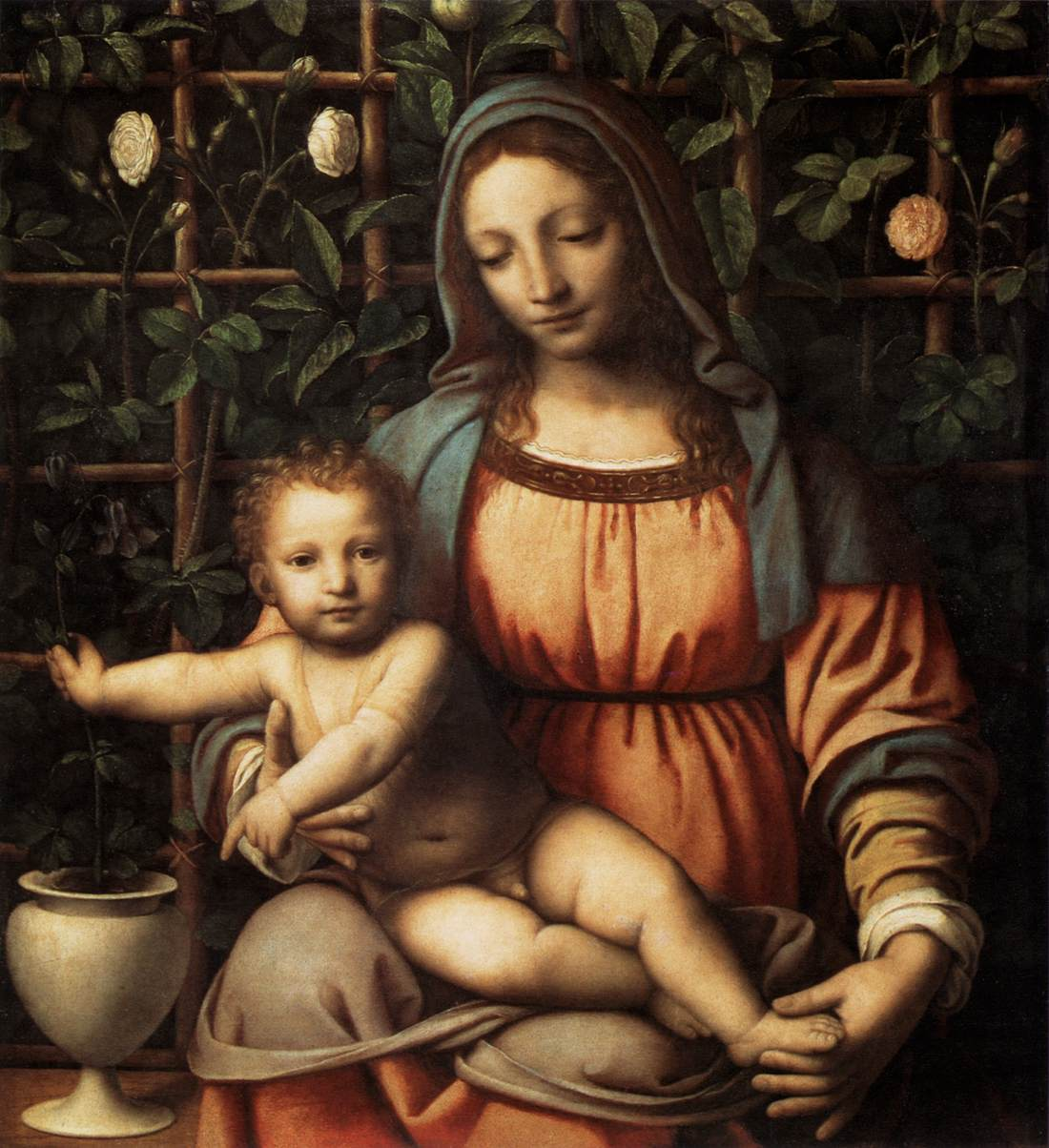
Bernardino Luini, Madonna del roseto, oggi a Brera

Gli illustri esempi prodotti da Leonardo furono raccolti e replicati da un cospicuo numero di allievi (diretti e indiretti), i cosiddetti "leonardeschi": Boltraffio, Andrea Solario, Cesare da Sesto e Bernardino Luini tra i principali. Si assistette così, all'inizio del secolo, a un uniformarsi del gusto nel Ducato legato allo stile di Leonardo.
Il limite di questi artisti, per quanto dotati, fu il cristallizzarsi sullo stile del maestro, senza mai arrivare a eguagliarlo o a proporre un superamento del suo stile. Il merito più importante di questi pittori è stato probabilmente quello di diffondere, attraverso i loro viaggi, lo stile innovativo di Leonardo anche in aree estranee al suo passaggio, come Giovanni Agostino da Lodi a Venezia o Cesare da Sesto nell'Italia meridionale e a Roma.
Il più noto del gruppo fu Bernardino Luini, che però aderì all'esempio di Leonardo solo in alcune opere, in particolare quelle su tavola: esemplare è in questo senso la Sacra Famiglia della Pinacoteca Ambrosiana, modellata sulla Sant'Anna, la Vergine e il Bambino con l'agnellino di Leonardo. Nel terzo decennio del secolo il contatto con opere venete e la maturazione personale lo portarono a raggiungere significativi risultati in cicli di affreschi dalla piacevole vena narrativa, come nella chiesa di San Maurizio al Monastero Maggiore a Milano, nel santuario della Madonna dei Miracoli a Saronno, e nella chiesa di Santa Maria degli Angeli a Lugano. Interessante è anche il ciclo umanistico già in Villa Rabia alla Pelucca presso Monza (oggi alla Pinacoteca di Brera).

### Bramantino

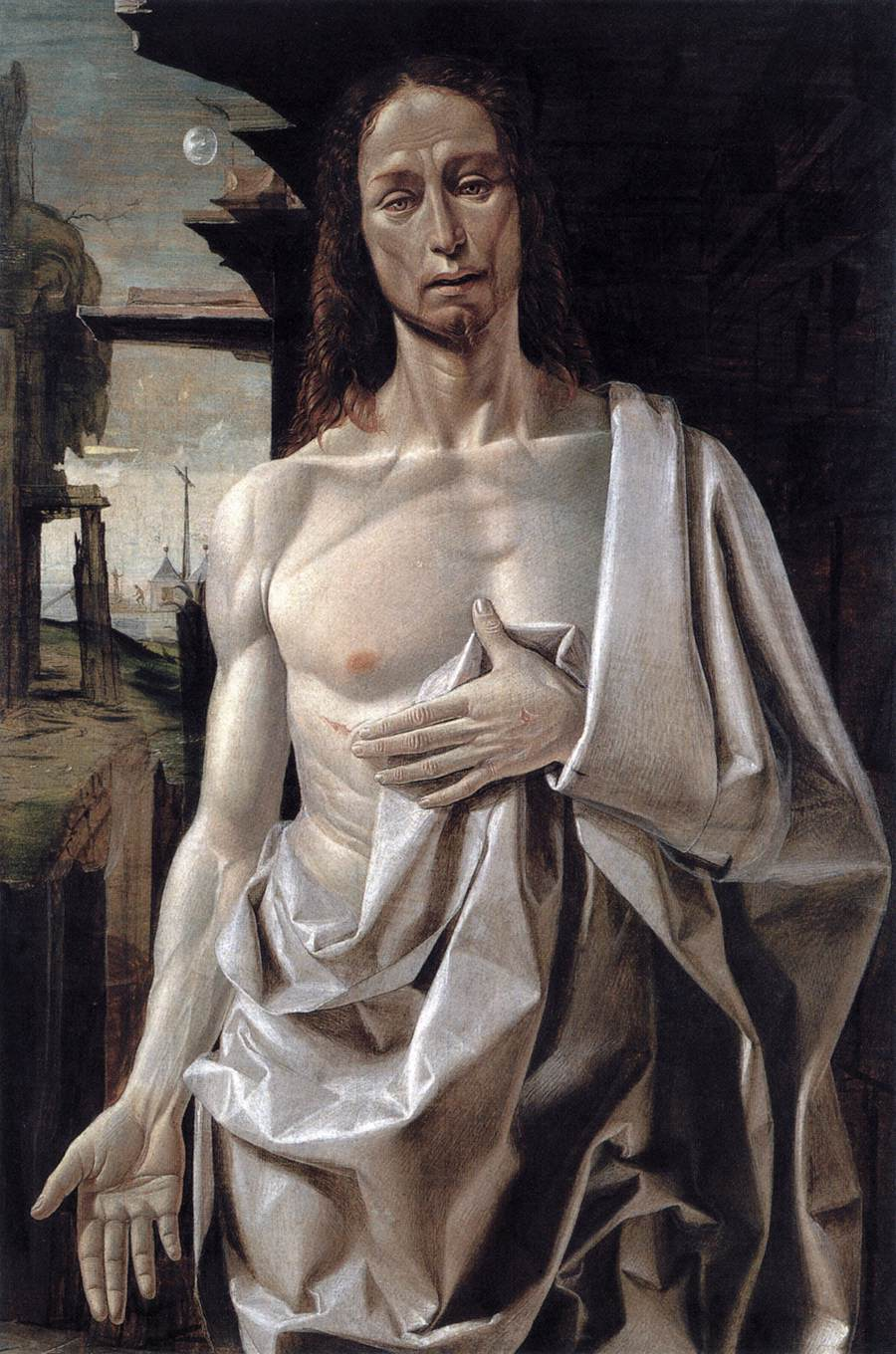
Bramantino, Cristo dolente

L'unica eccezione di rilievo al dominante stile leonardesco, fu l'attività di Bartolomeo Suardi, detto il Bramantino poiché formatosi alla scuola del Bramante. Le sue opere sono monumentali e di grande austerità, con una semplificazione geometrica delle forme, colori freddi, segno grafico e intonazione patetica dei sentimenti.
All'inizio del secolo le sue opere dimostrano una salda impostazione prospettica, per poi orientarsi su temi più esplicitamente devozionali, come il Cristo dolente del Museo Thyssen-Bornemisza. Favoreggiato dal maresciallo Gian Giacomo Trivulzio, governatore di Milano, toccò l'apice della fama nel 1508, quando venne chiamato da Giulio II a decorare le Stanze Vaticane, anche se i suoi lavori vennero presto distrutti per fare spazio a Raffaello.
A Roma sviluppò un gusto per scene inquadrate da architetture, come si vede in opere successive al suo ritorno come la Crocifissione a Brera o la Madonna delle Torri nella Pinacoteca Ambrosiana. Grande prestigio riscosse poi dalla creazione dei cartoni per il ciclo di arazzi coi Mesi, commissionati dal Trivulzio ed eseguiti tra il 1504 e il 1509 dalla manifattura di Vigevano, primo esempio di ciclo di arazzi prodotto in Italia senza il ricorso a maestranze fiamminghe. All'inizio degli anni venti il suo stile subì un ulteriore sviluppo dal contatto con Gaudenzio Ferrari, che lo portò ad accentuare il realismo, come visibile nel paesaggio della Fuga in Egitto del santuario della Madonna del Sasso a Orselina, presso Locarno (1520-1522).

### Gaudenzio Ferrari

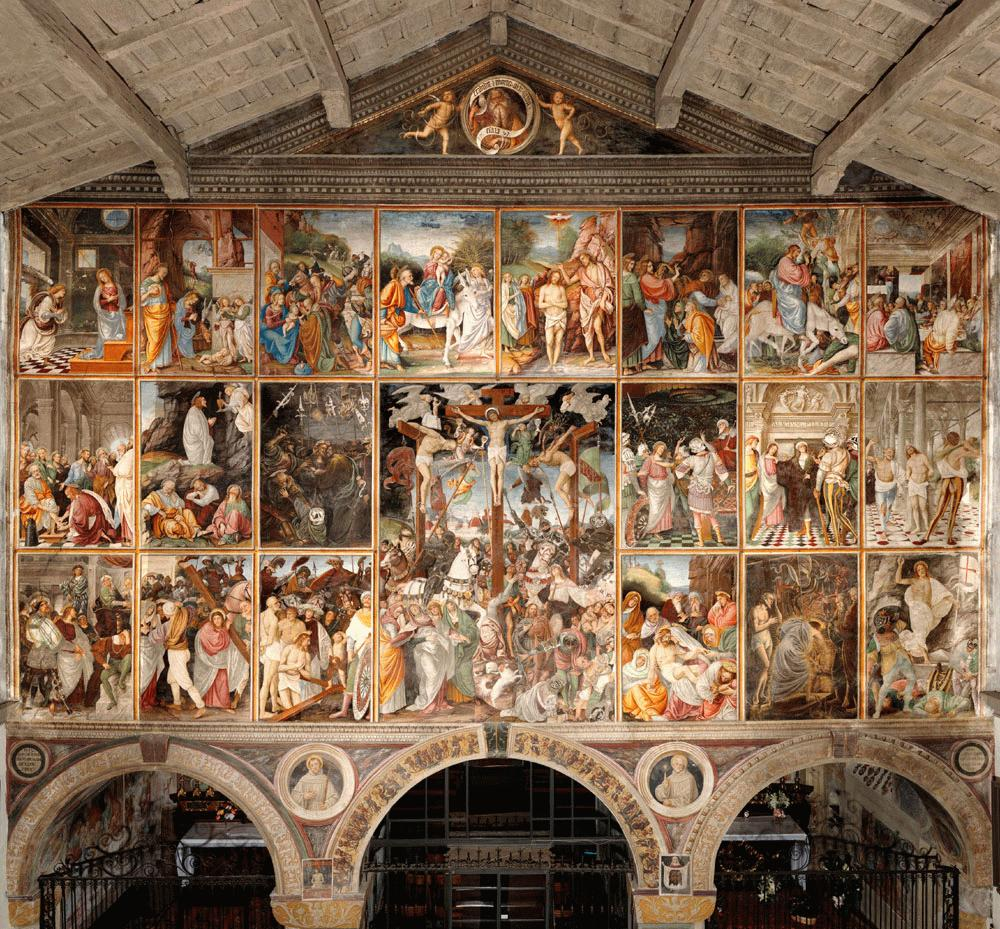
La "parete gaudenziana" nella chiesa di Santa Maria delle Grazie a Varallo

Gaudenzio Ferrari, probabile compagno di Bramantino a Roma, fu l'altro grande protagonista della scena lombarda del primo Cinquecento. La sua formazione si basava sull'esempio dei maestri lombardi della fine del Quattrocento (Foppa, Zenale, Bramante e soprattutto Leonardo), ma si aggiornò anche agli stili di Perugino, di Raffaello (del periodo della Stanza della Segnatura), e di Dürer, conosciuto attraverso le incisioni.
Tutti questi stimoli sono combinati in opere grandiose come gli affreschi delle Storie di Cristo nella grande parete trasversale della chiesa di Santa Maria delle Grazie a Varallo (1513), il cui successo gli garantì poi l'impegno, come pittore e scultore, nel nascente complesso del Sacro Monte, in cui lavorò alacremente dal 1517 al 1528 circa.
In seguito, nel corso degli anni trenta, lavorò a Vercelli (Storie della Vergine e Storie della Maddalena nella chiesa di San Cristoforo) e a Saronno (Gloria di angeli musicanti nella cupola del santuario della Beata Vergine dei Miracoli. La sua carriera terminò poi a Milano.

### Bergamo e Brescia
Nei primi decenni del Cinquecento le città di confine Bergamo e Brescia beneficiarono di un notevole sviluppo artistico, prima sotto l'impulso di pittori stranieri, soprattutto veneziani, poi di maestri locali di prima importanza. Ultimo avamposto dei territori della Serenissima la prima, territorio soggetto a fasi alterne a Milano o a Venezia la seconda, le due città sono accomunate, oltre che dalla vicinanza, da alcune caratteristiche in campo artistico.
Il Rinascimento in queste aree arrivò a metà del secondo decennio del Cinquecento, inizialmente col soggiorno di artisti come Vincenzo Foppa, che si allontanavano volontariamente dal leonardismo dominante di Milano. Un salto di qualità si ebbe a Bergamo quando vi si stabilirono Gaudenzio Ferrari e, soprattutto, Lorenzo Lotto (dal 1513). Quest'ultimo, sostenuto da una committenza colta e benestante, poté sviluppare una propria dimensione svincolata dal linguaggio dominante nei centri più importanti della penisola, caratterizzando le proprie opere con una tavolozza molto brillante, una libertà compositiva talvolta spregiudicata e una caratterizzazione psicologica tesa dei personaggi. Oltre a grandiose pale come quella Martinengo o quella di San Bernardino e oltre ai cicli di affreschi ricchi di novità iconografiche, come quello dell'Oratorio Suardi a Trescore, fu soprattutto l'ambizioso progetto delle tarsie del coro di Santa Maria Maggiore a tenerlo occupato, fino alla sua partenza nel 1526.
A Brescia l'arrivo del Polittico Averoldi di Tiziano nel 1522 diede il "la" a un gruppo di pittori locali, quasi coetanei, che fondendo le radici culturali lombarde e veneziane svilupparono risultati di grande originalità nel panorama artistico della penisola: Romanino, il Moretto e il Savoldo.

## Seconda metà del Cinquecento
La seconda metà del secolo è dominata dalla figura di Carlo Borromeo e della Controriforma. Nel 1564 l'arcivescovo detto le "Istruzioni" sull'architettura e l'arte e trovò il migliore interprete delle sue linee guida in Pellegrino Tibaldi.
Figura di primo piano del tardo Cinquecento lombardo è Giovan Paolo Lomazzo, prima pittore e poi, in seguito alla cecità, trattatista. La sua opera, esaltante la tradizione locale, appare come una risposta al "tosco-centrismo" di Vasari, e sollecitò l'attenzione su espressioni d'arte e soggetti insoliti.